# Basílica de Nuestra Señora de los Niños
La basílica [de] Nuestra Señora de los Niños (en francés: basilique Notre-Dame des Enfants) es una destacada iglesia del siglo XIX de Francia ubicada en Châteauneuf-sur-Cher, cerca de Bourges. Fue construida por iniciativa del abad Jacques-Marie Ducros mediante una suscripción dirigida a los niños de Francia, entre 1869 y 1879. La basílica, de estilo neogótico, fue objeto de una clasificación como monumento histórico desde el 10 de marzo de 1983 y el 24 de abril de 1898 fue elevada al rango de basílica menor.

## Historia
En 1861, nombrado cura de Châteauneuf-sur-Cher, el abad Jacques-Marie Ducros descubrió una iglesia en muy mal estado. Para reconstruirla, decidió apelar a la generosidad de los niños de toda Francia, pidiendo a cada niño «dos monedas» a cambio de las que prometió rezar a la Virgen María. Recibió muchas «dos monedas» y también muchas cartas, entre ellas una de una niña de diez años que vivía en Semur-en-Brionnais:

Nos anuncia usted, señor cura, que el nuevo santuario que usted está construyendo estará dedicado a Nuestra Señora de los Niños. ¡Qué nombre tan bonito! La Santísima Virgen, invocada bajo este título, se complacerá en colmar la infancia con las más abundantes gracias.

De ahí nació la idea del nombre, y en 1866 se creó la Cofradía de Nuestra Señora de los Niños. Fue erigida como archicofradía por un breve apostólico del Papa Pío IX el 21 de enero de 1870.
El 29 de agosto de 1869, monseñor de La Tour d'Auvergne, arzobispo de Bourges, bendijo la primera piedra de la iglesia. Los planos de la planta fueron elaborados por Edouard Marganne, arquitecto de Vendôme, y los del alzado por M. Auclair, arquitecto de Bourges. Las obras fueron dirigidas por el hermano Hariolf (Pierre Fayolle), (1825-1910), director de la Escuela de los Hermanos de Châteauneuf-sur-Cher, de la congregación de los Hermanos de las escuelas cristianas, apasionado de la arquitectura y la construcción. Las obras estructurales se terminaron en 1879 y la decoración interior en 1886.
En 1896, el papa León XIII erigió el santuario como basílica menor. Fue consagrada el 24 de abril de 1898.
El papa Pío XII honró al santuario de Nuestra Señora de los Niños con el privilegio de la coronación el 26 de agosto de 1923.

## Descripción
La basílica de Notre-Dame-des-Enfants se eleva en la calle del Castillo en Châteauneuf-sur-Cher; es de estilo neogótico.
Tiene ochenta metros de longitud y veintiún metros de altura bajo las claves; su gran nave está bordeada por dos filas de esbeltas columnas y tiene once tramos. Al final de la nave se encuentra la capilla de Nuestra Señora de los Niños.

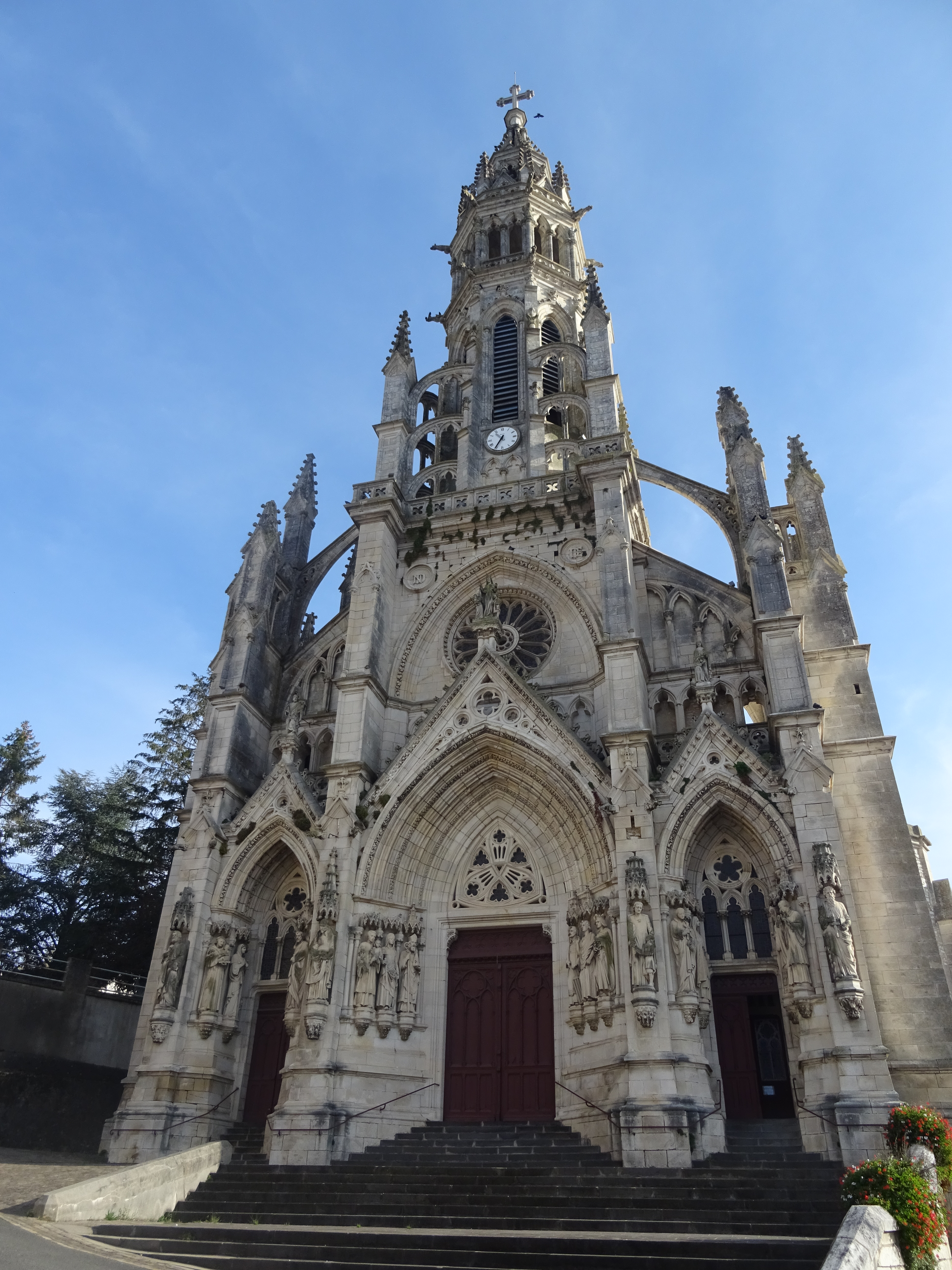
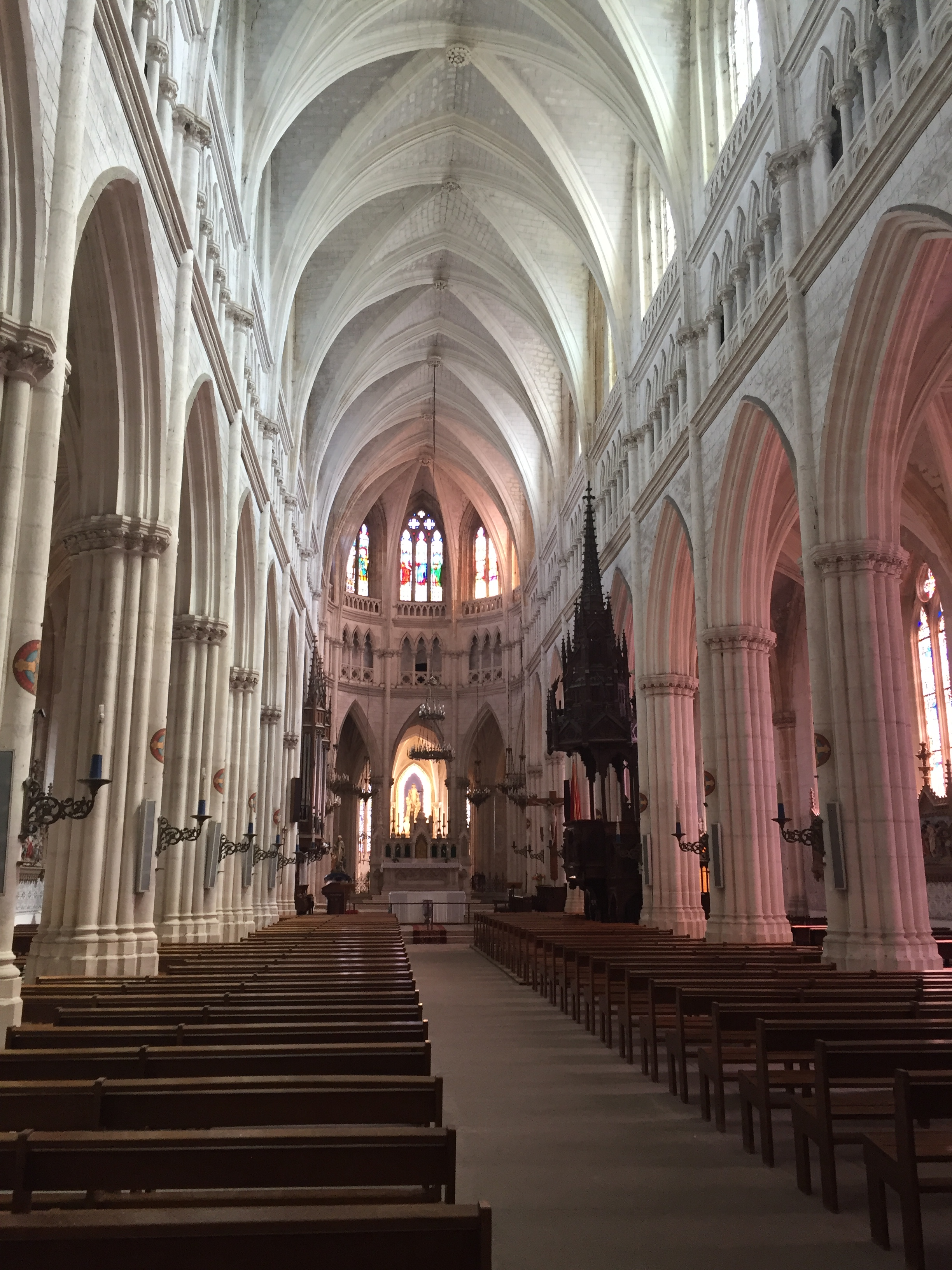
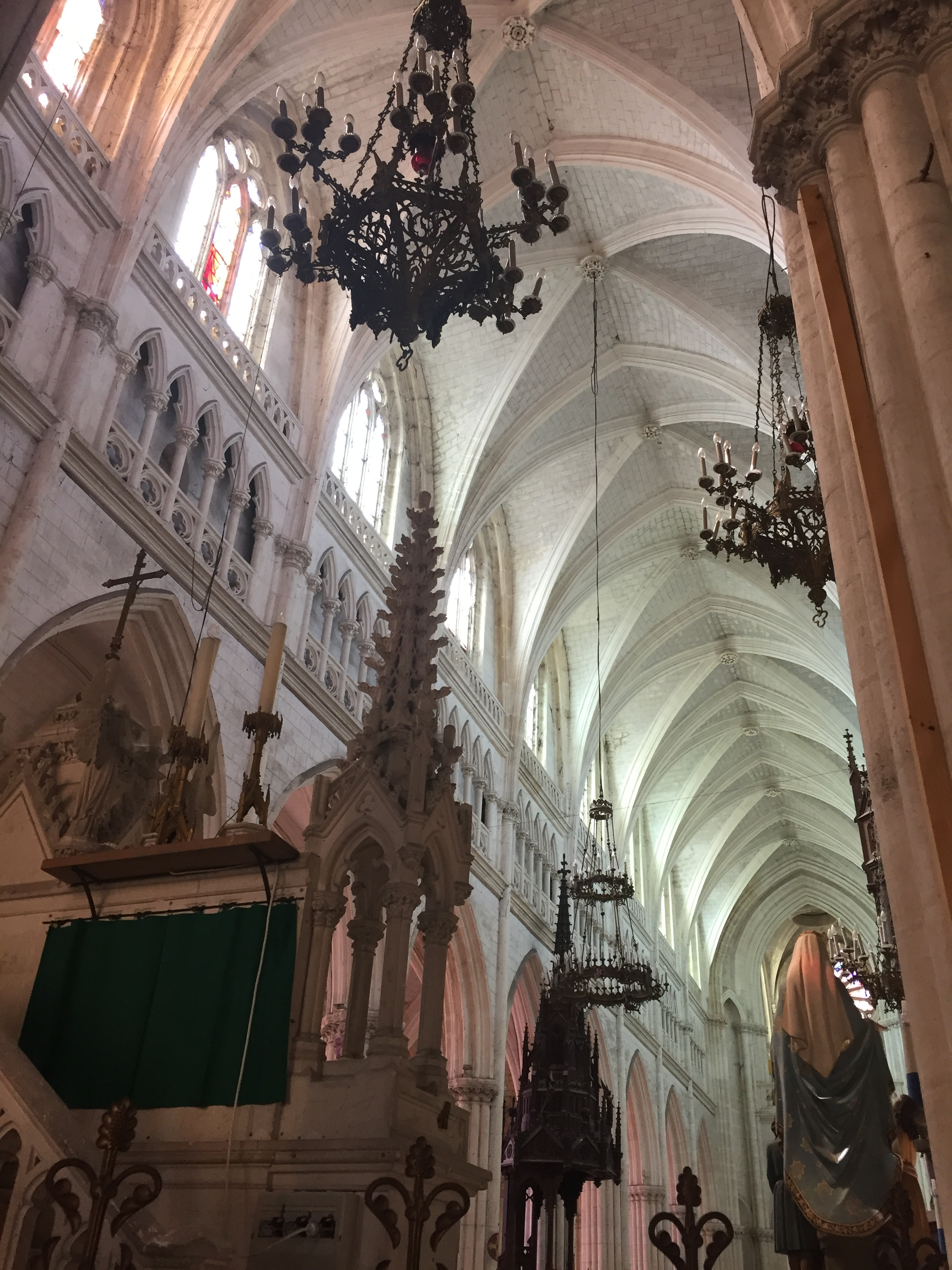
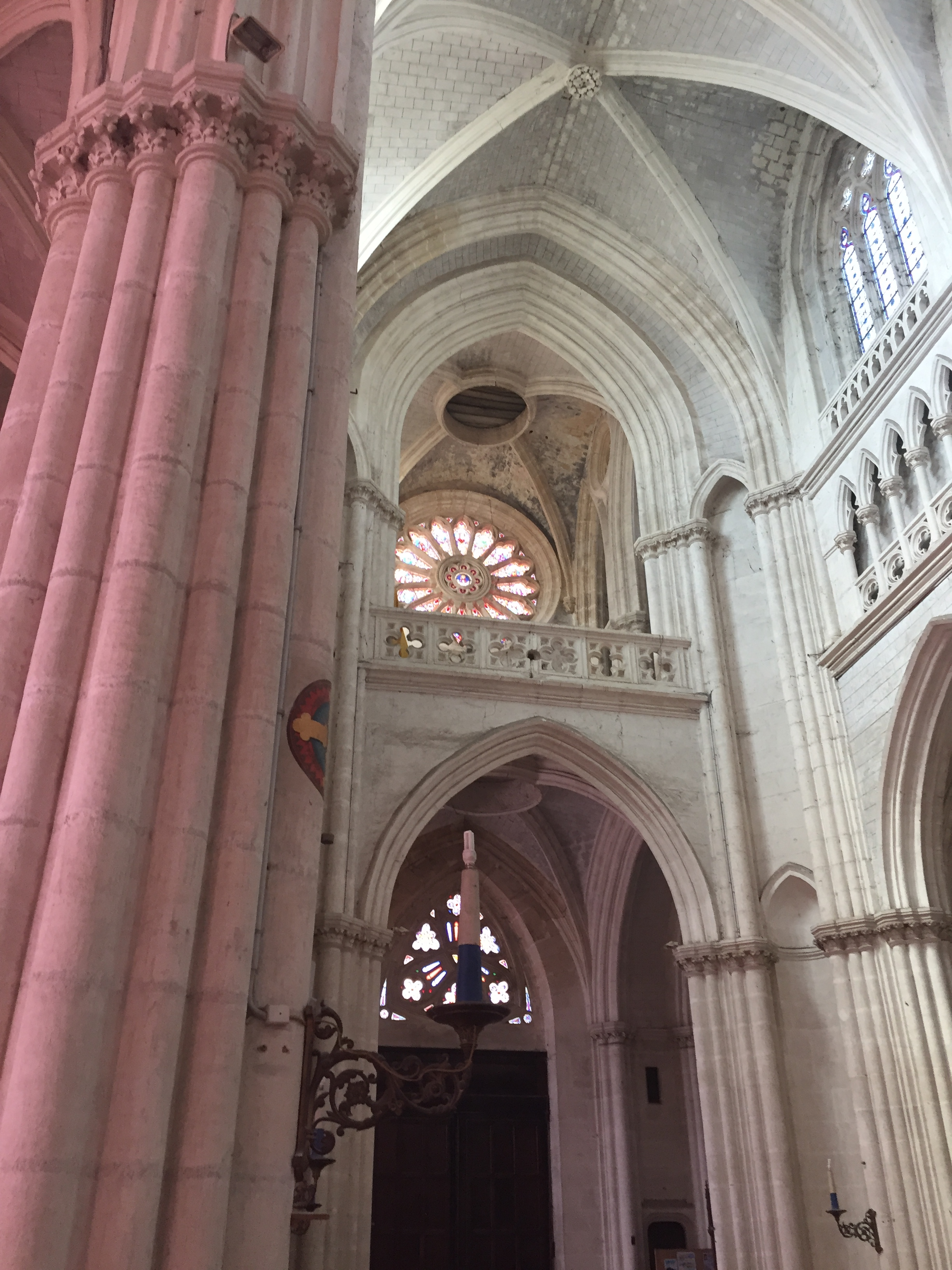
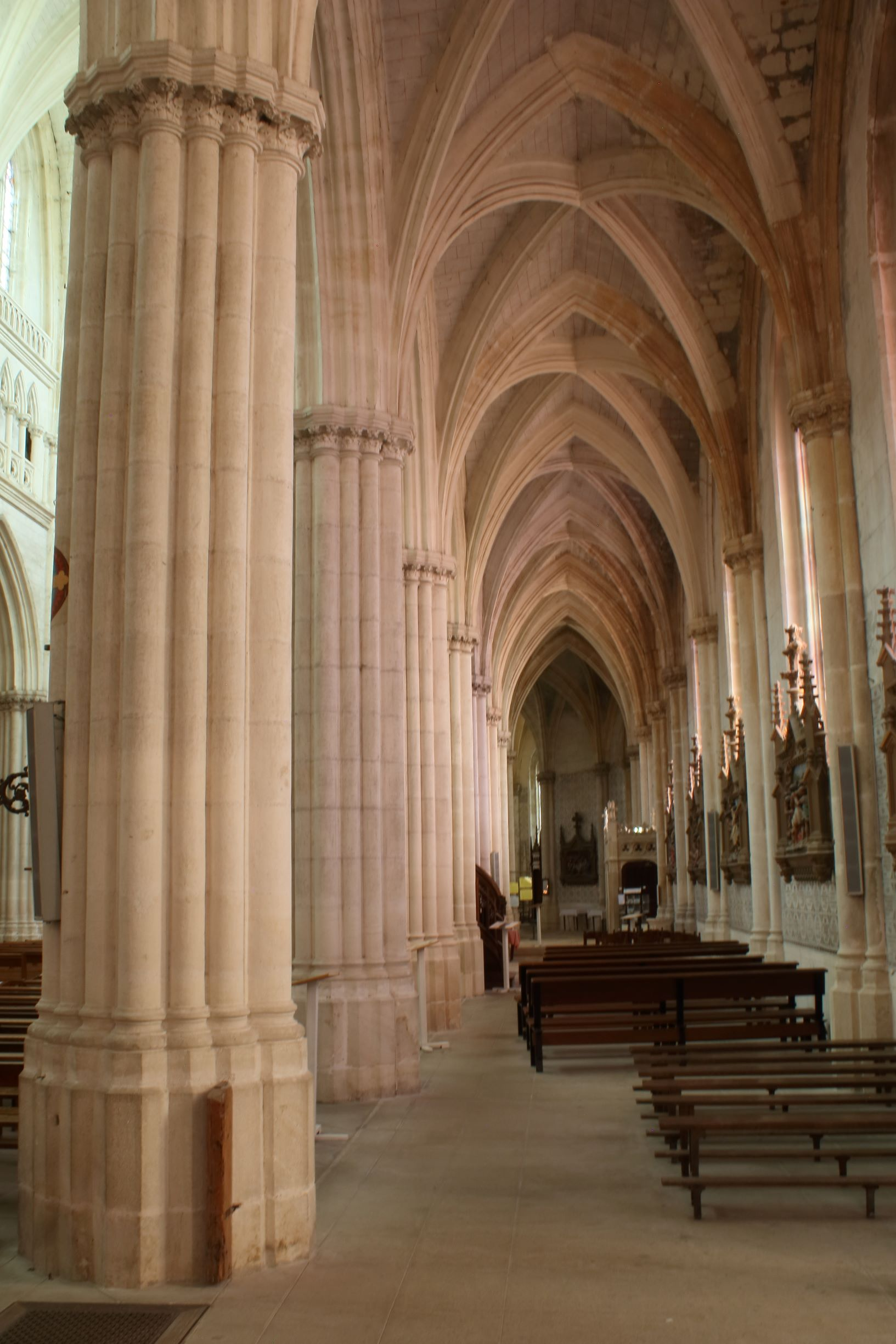
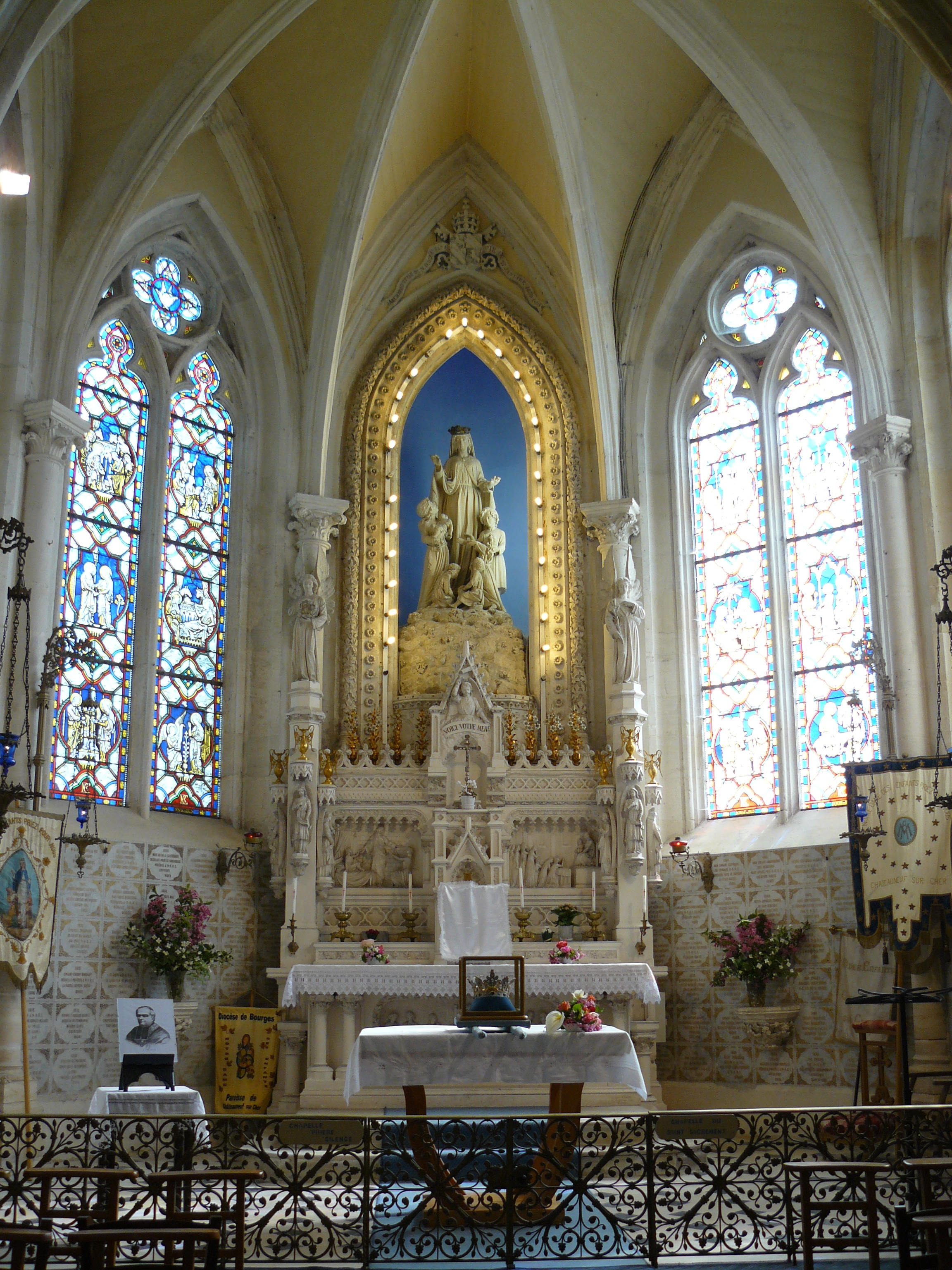

### Esculturas del portal
El arquitecto Auclair encargó al escultor Caussé, de Bourges, la realización de veintiuna estatuas o grupos escultóricos, entre ellos tres dominantes, cuatro mayores en los contrafuertes del portal central y catorce en las aspilleras de los portales laterales.
La estatuaria de la basílica de Nuestra Señora de los Niños se eligió en relación con la infancia: Vicente de Paúl, Juan Bautista de La Salle, Antonio de Padua, Solange de Bourges, patrona de Berry, Santiago el Mayor, Luis Gonzaga, Germana Cousin, Osmond de Sées, Lorenzo de Roma, Sinforiano, Luis IX de Francia, Juan Berchmans, Teresa de Jesús, Estanislao Kostka y Blas de Sebaste.

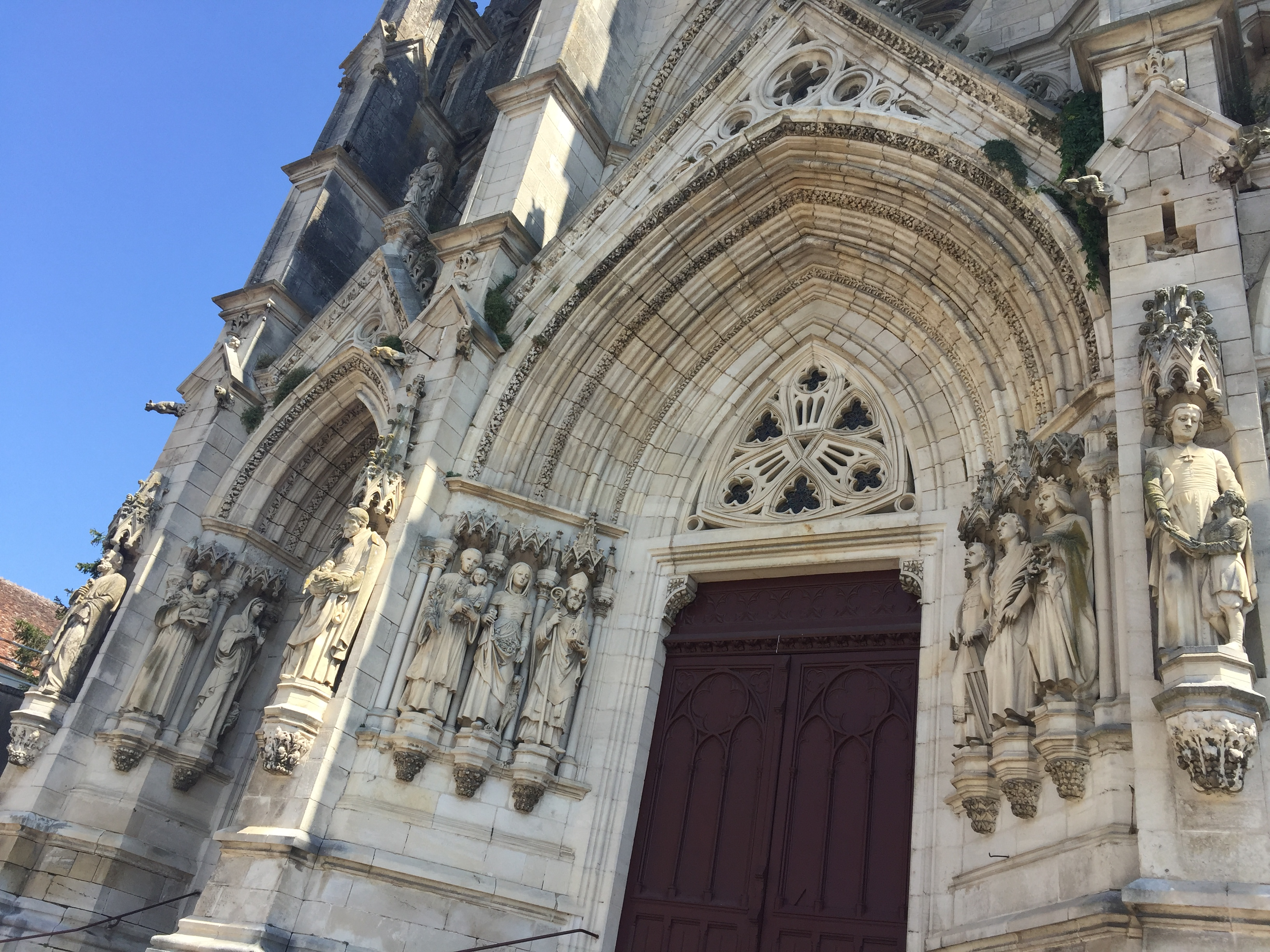
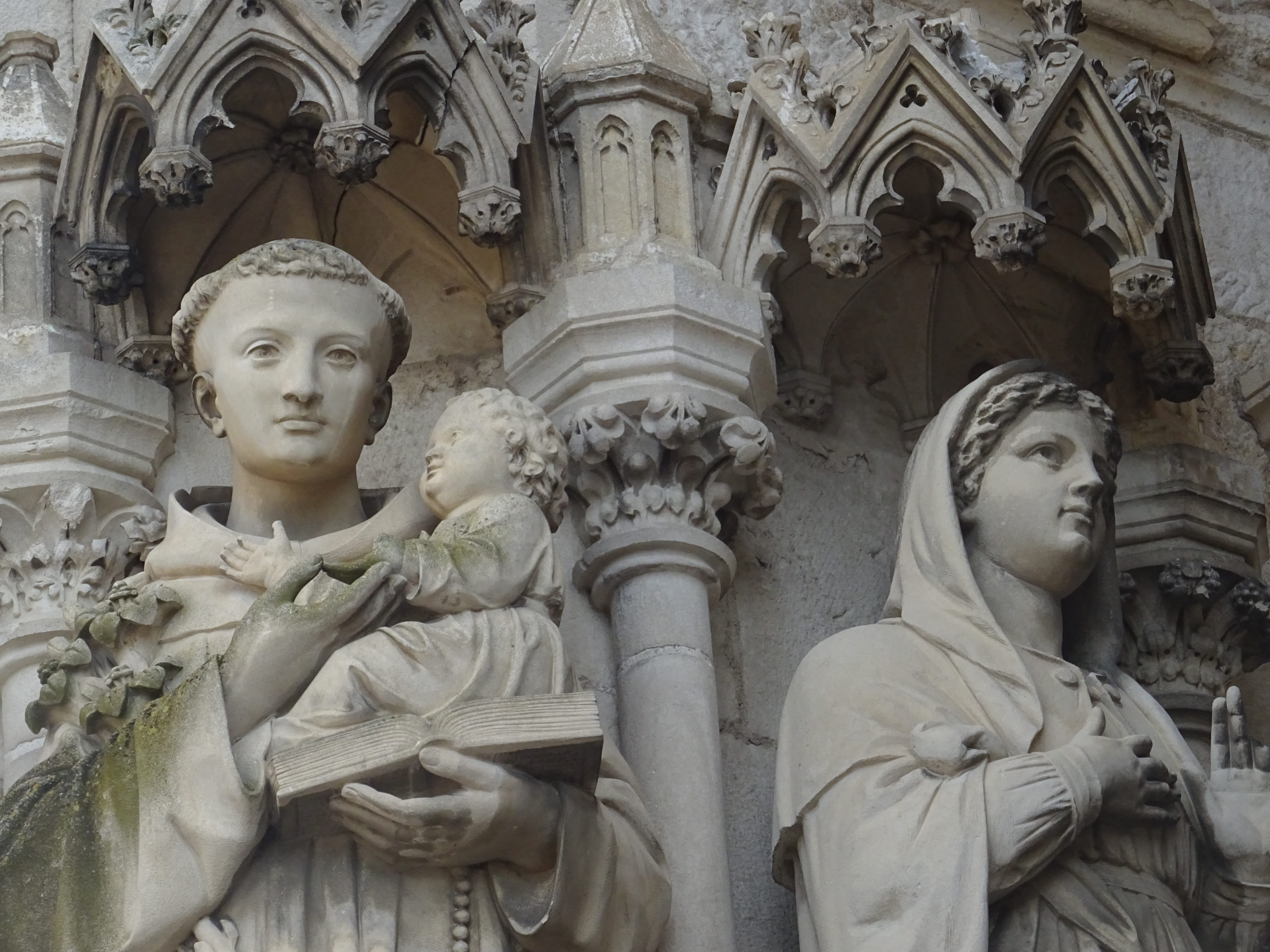
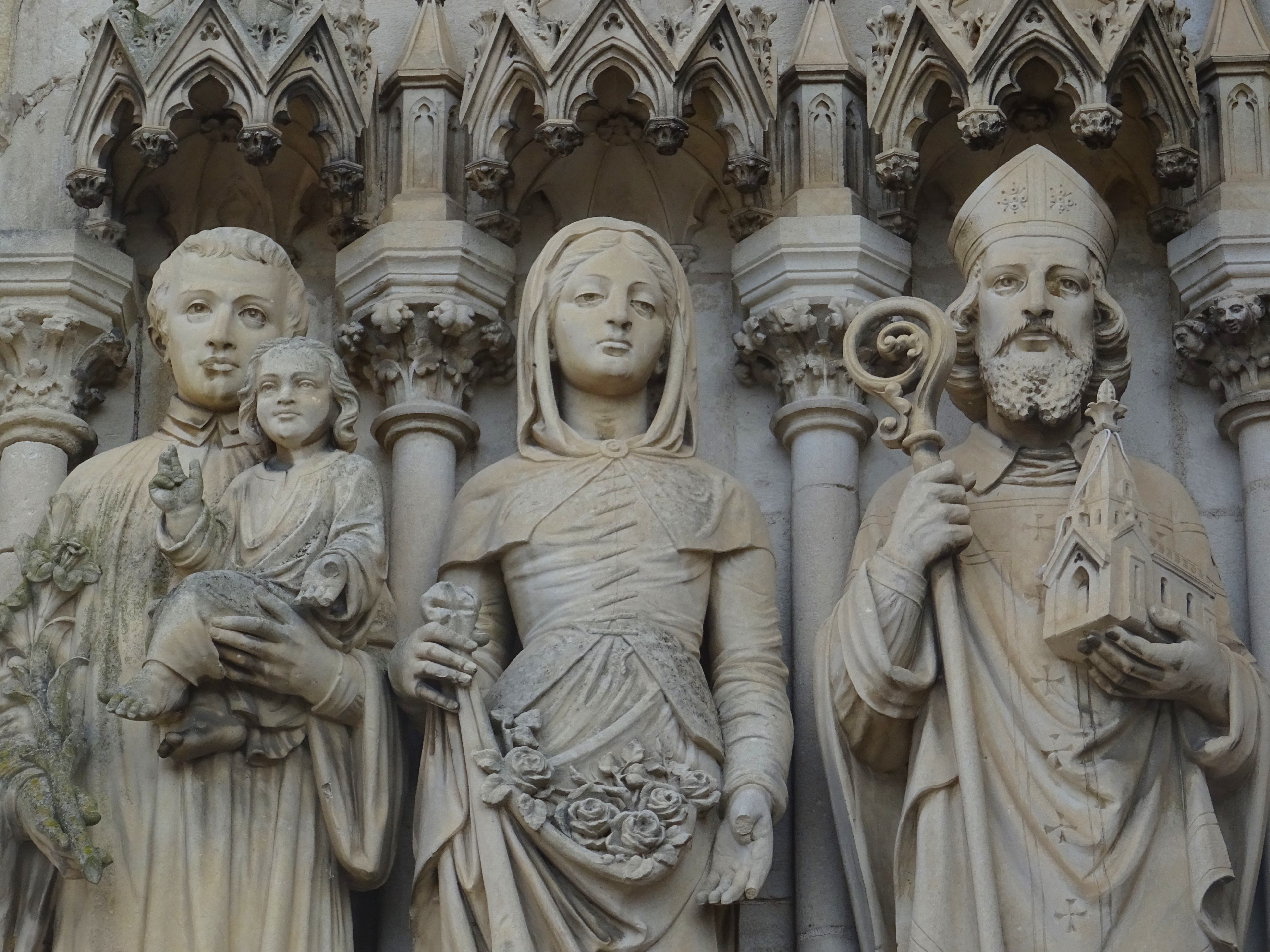
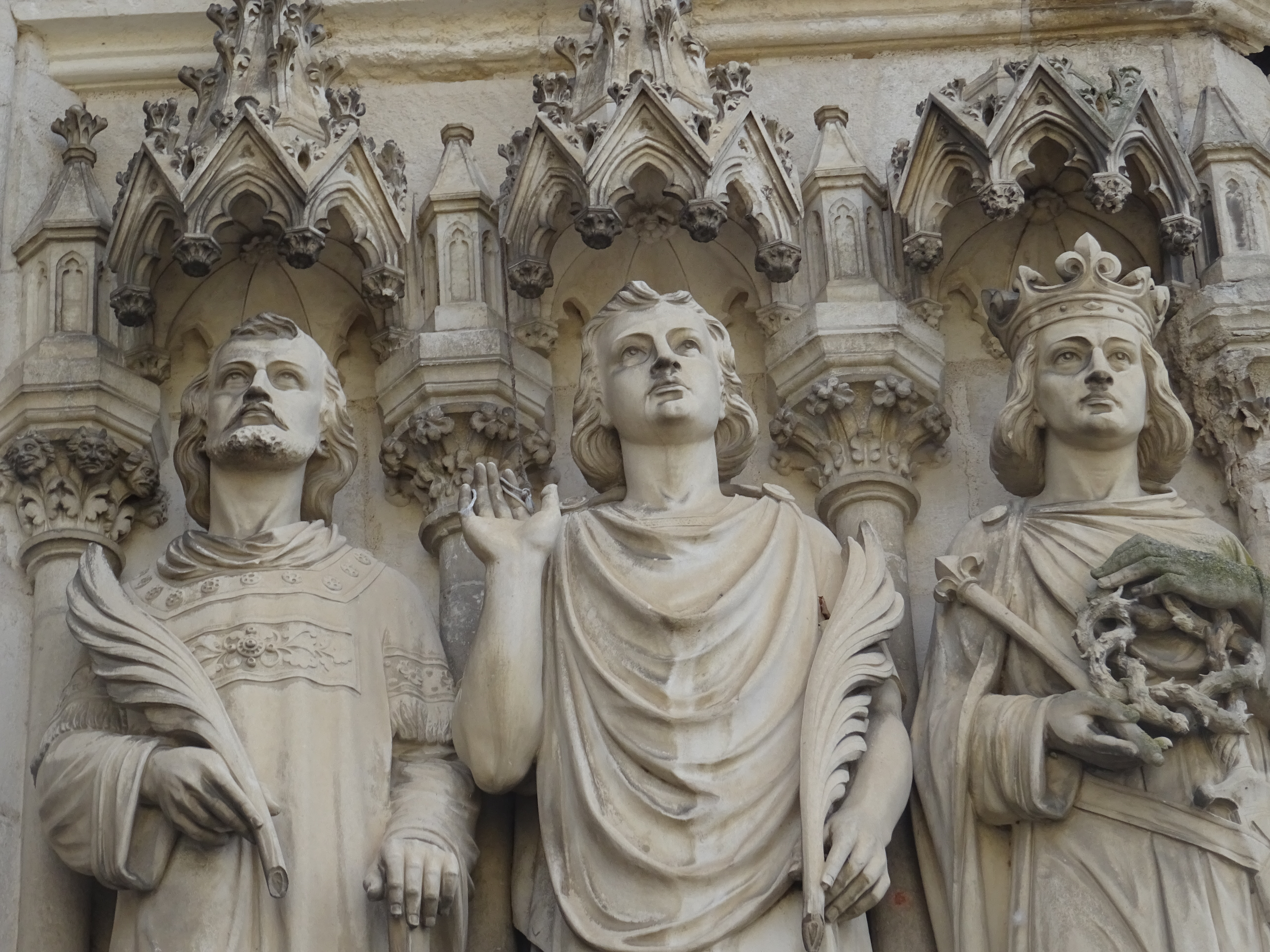

### Coro
El altar mayor de piedra esculpida proviene de los Talleres de Saint-Savin (Viena). El frente está ocupado por un bajo relieve que representa la comida de institución de la Eucaristía. El tabernáculo es un armario dorado en cuya puerta se representa al buen pastor con la oveja perdida sobre sus hombros. A su derecha y a su izquierda se encuentran las estatuas de los cuatro evangelistas. En los dos pilares situados a ambos lados de la entrada del coro, están: a la izquierda, un palo con una campana en su extremo y, a la derecha, un conopeo pontificio.

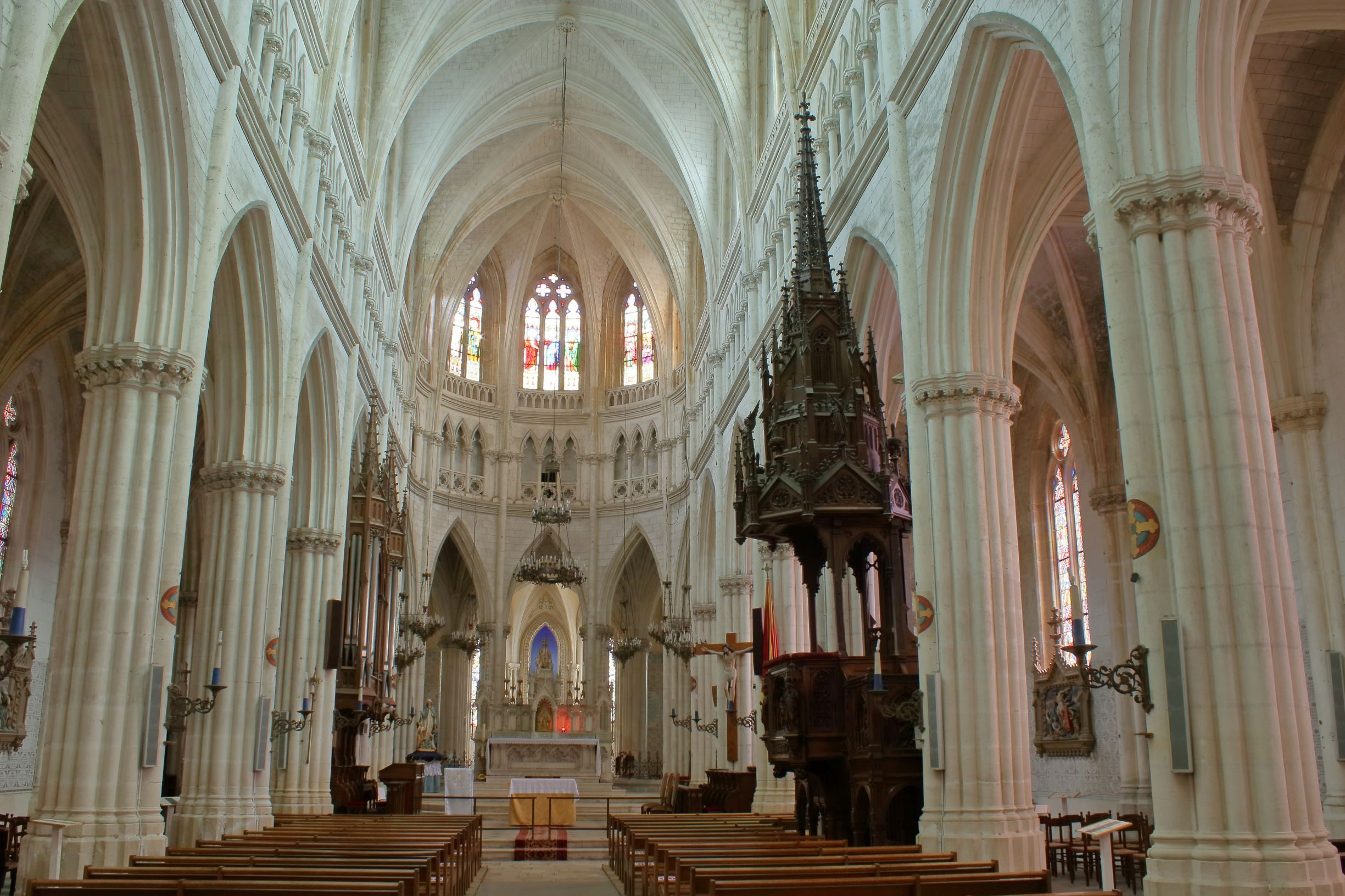
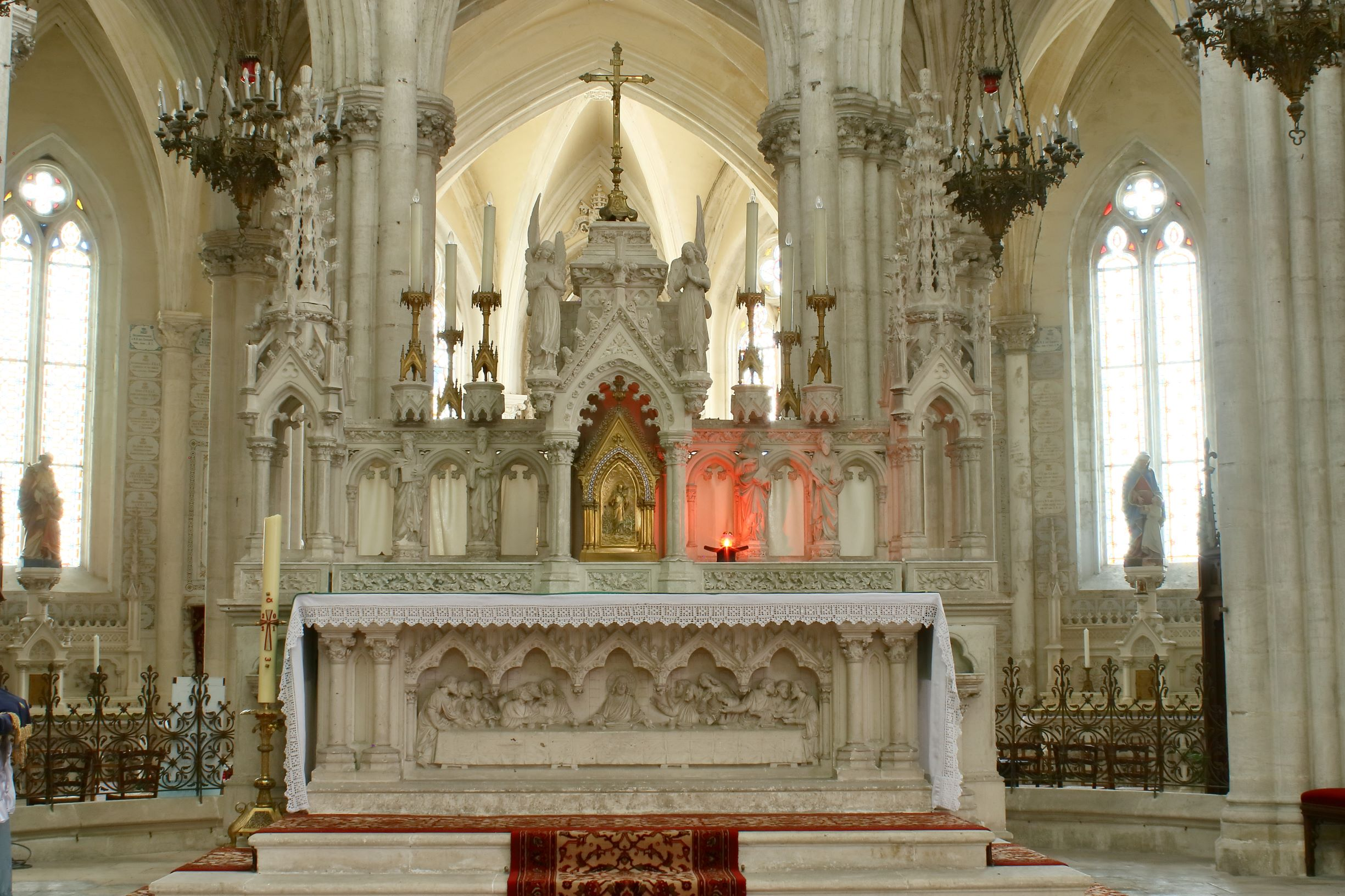
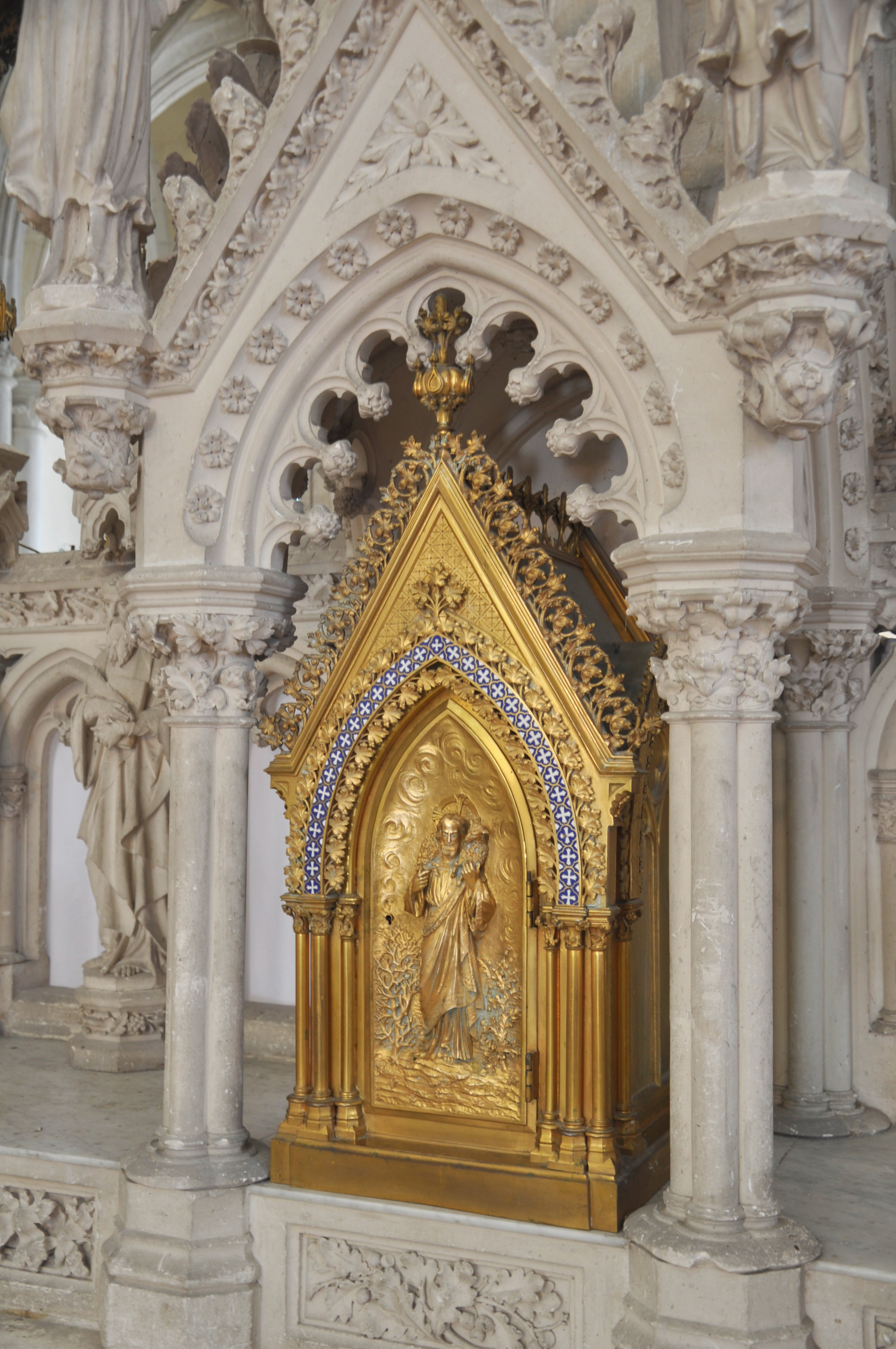

### Capilla de Nuestra Señora de los Niños
La capilla de Nuestra Señora de los Niños se encuentra en la cabecera de la basílica. En el bajo relieve del altar, la Virgen María está sentada sobre un trono. Los niños se acercan. Ella escucha sus súplicas. Este tema también se puede ver encima del altar. A ambos lados de la Virgen, los niños se acercan a ella y se arrodillan a sus pies.

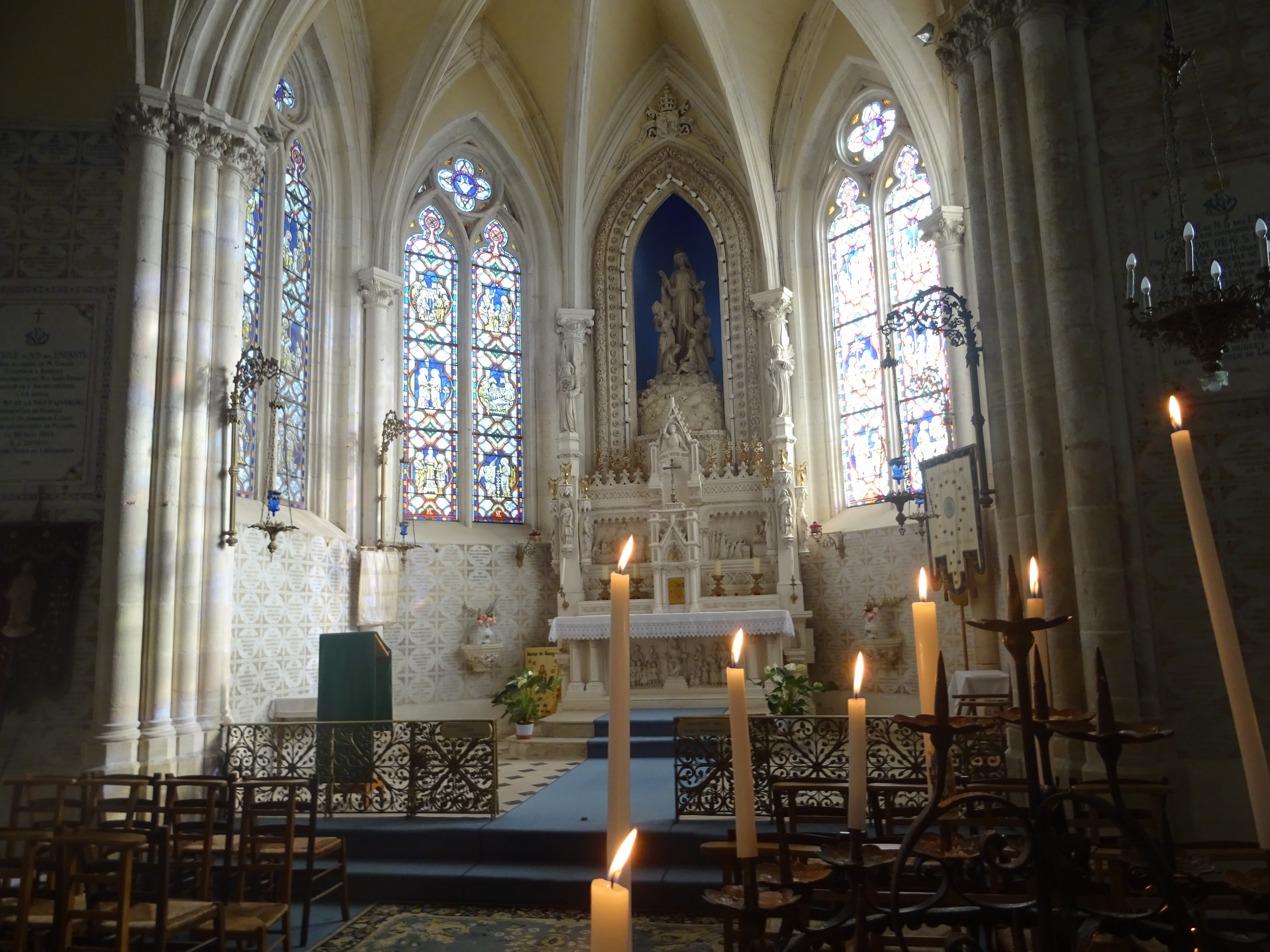
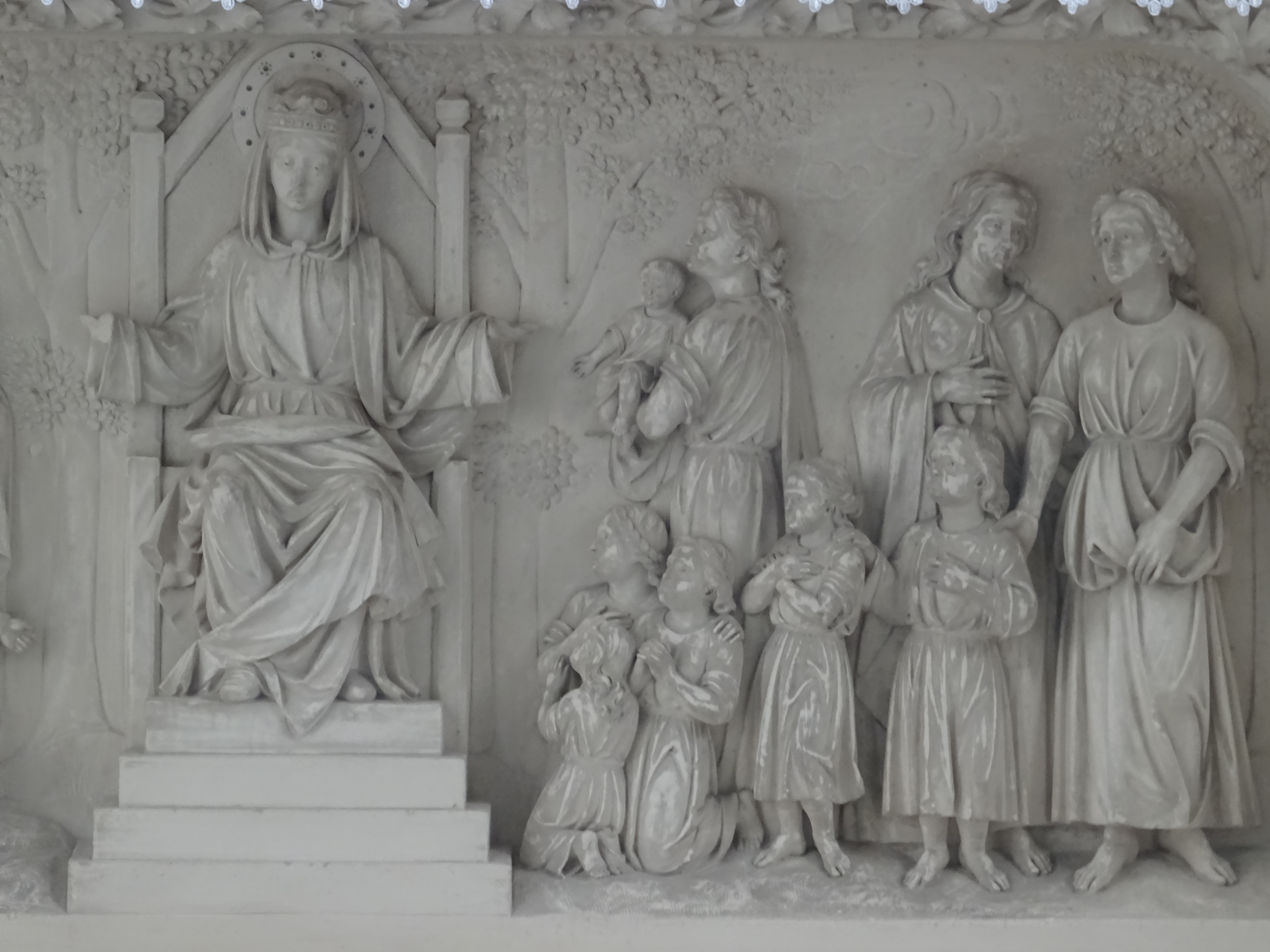
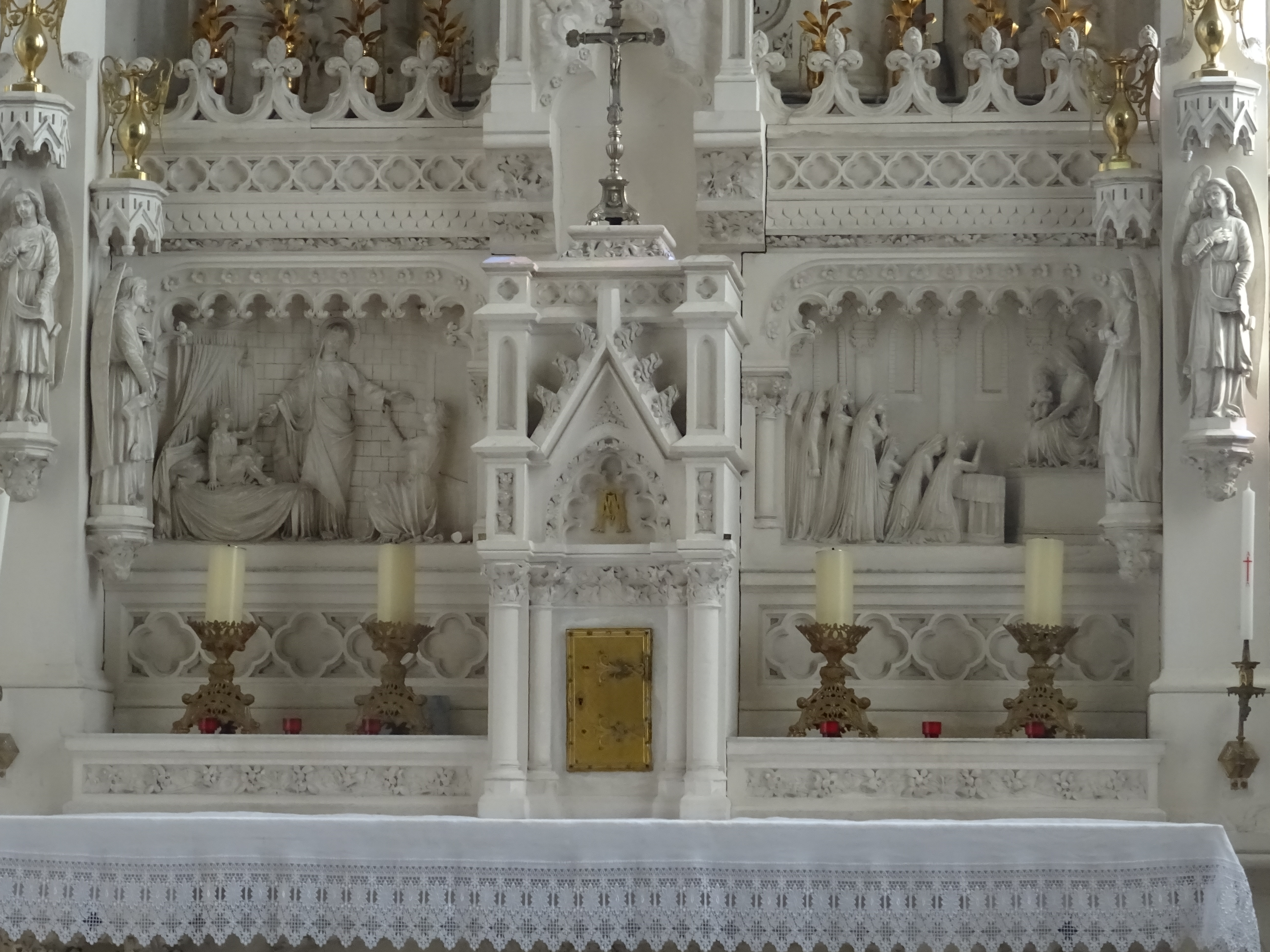

### Capilla del Sagrado Corazón
En la capilla dedicada al Sagrado Corazón de Jesús se encuentra una estatua de Santa Solange patrona del Berry y una estatua de San Didier.

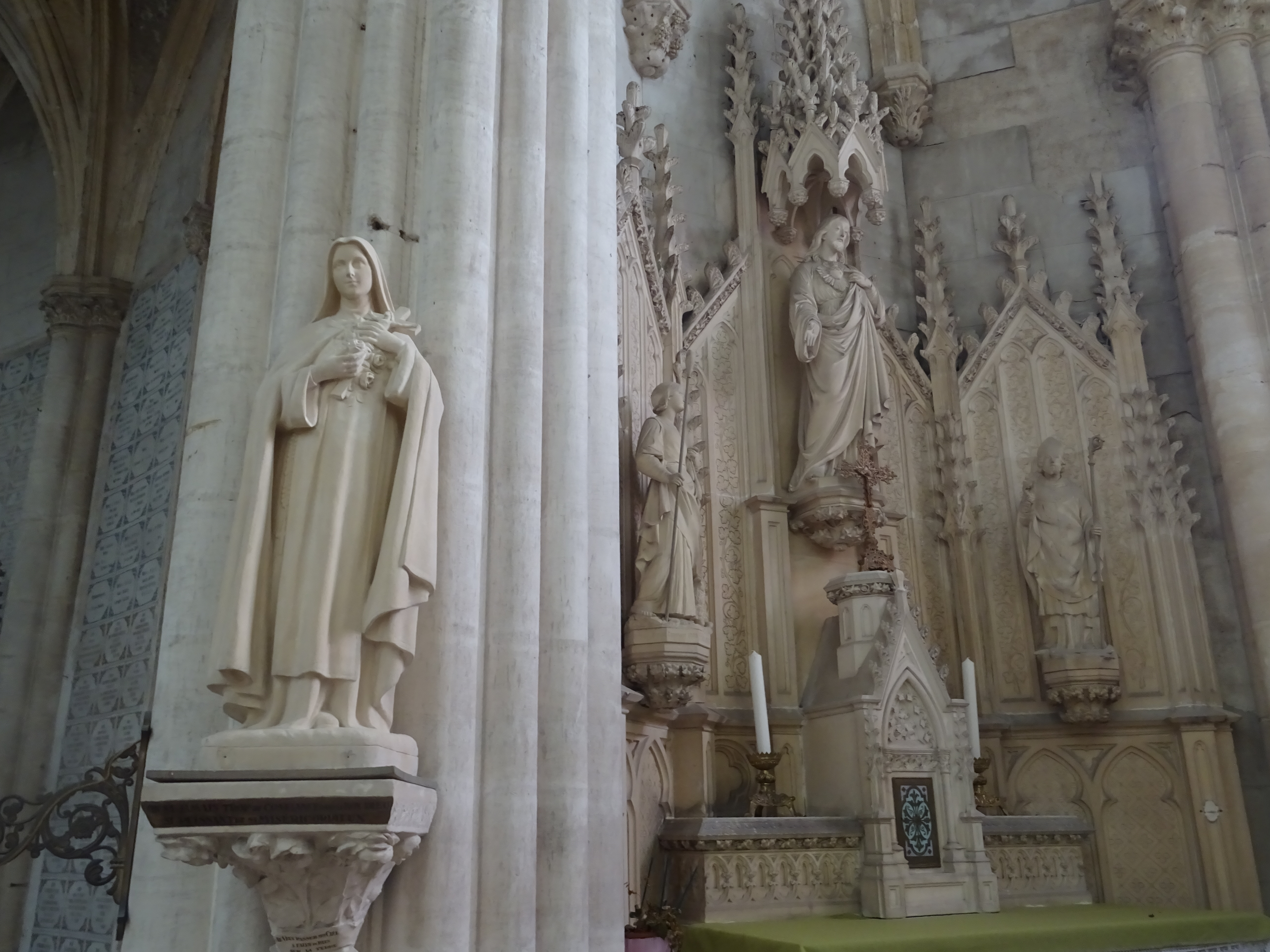
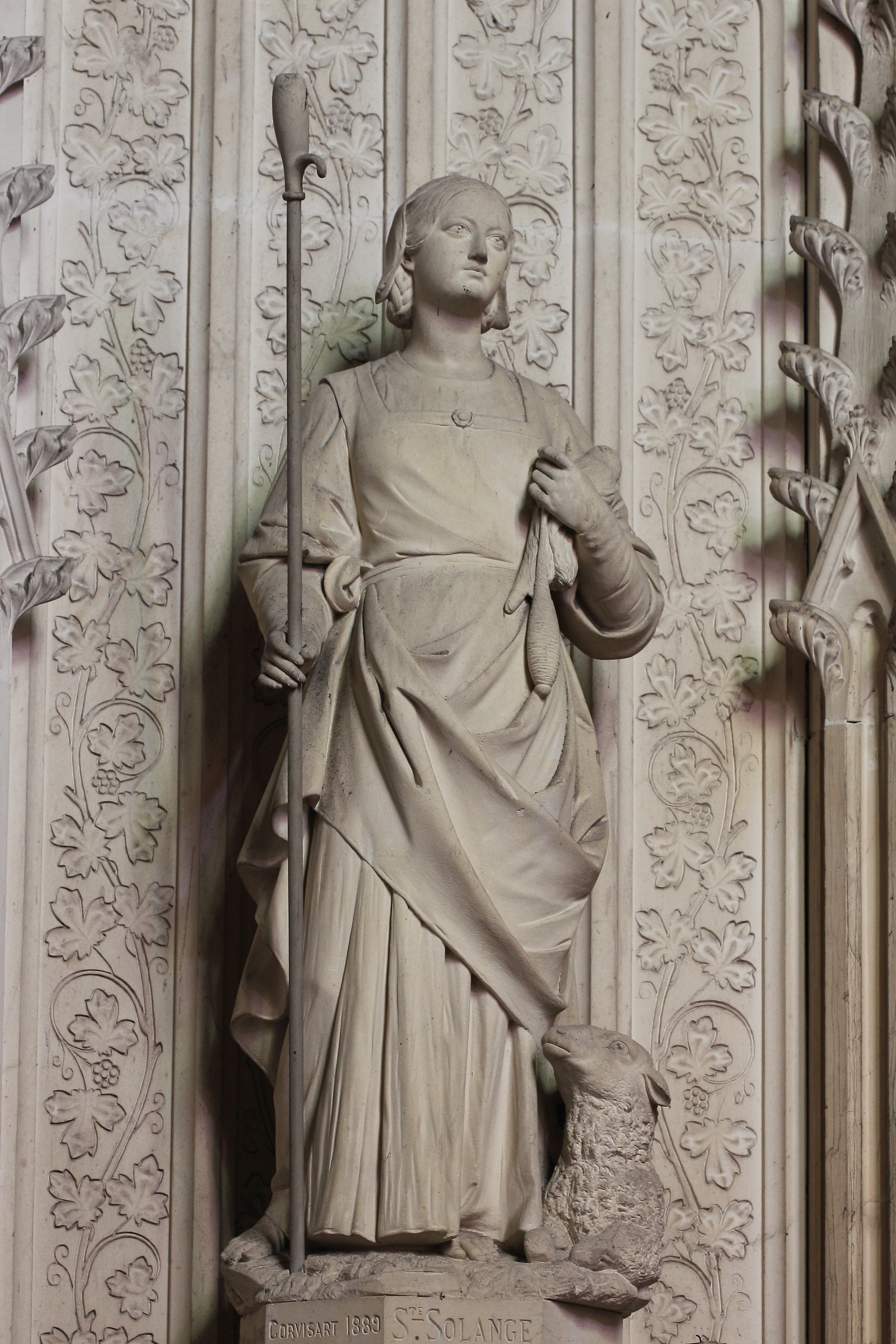
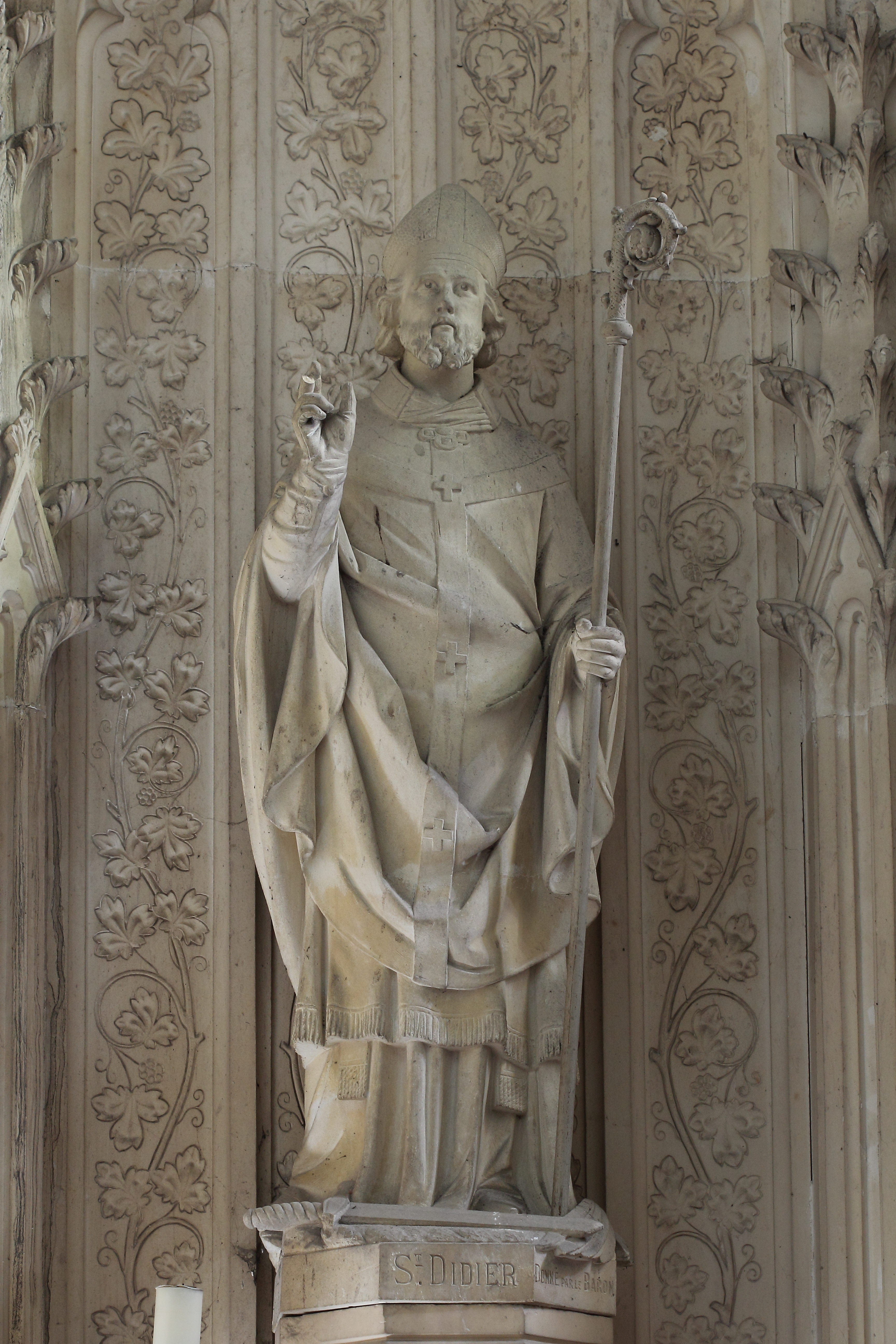
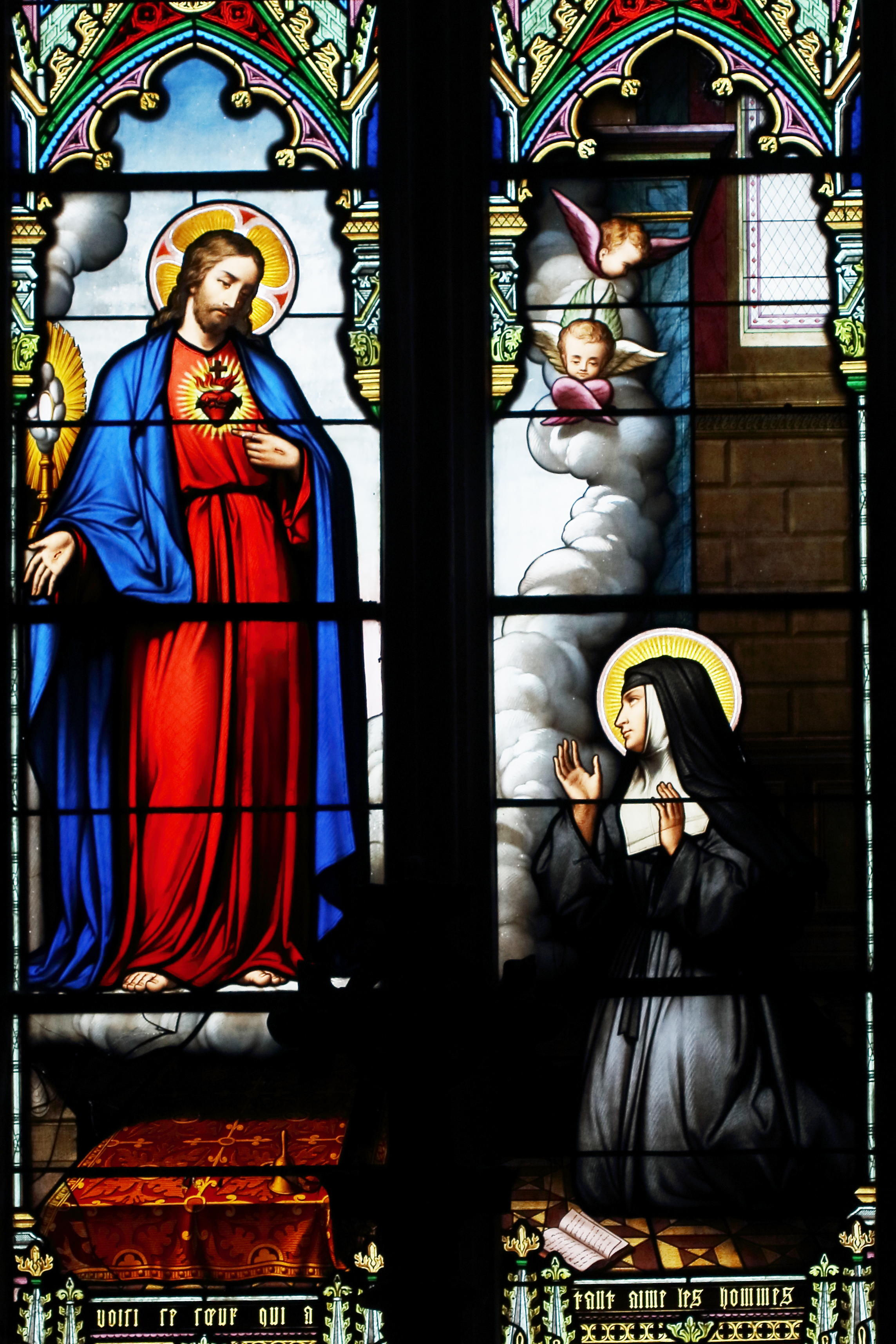
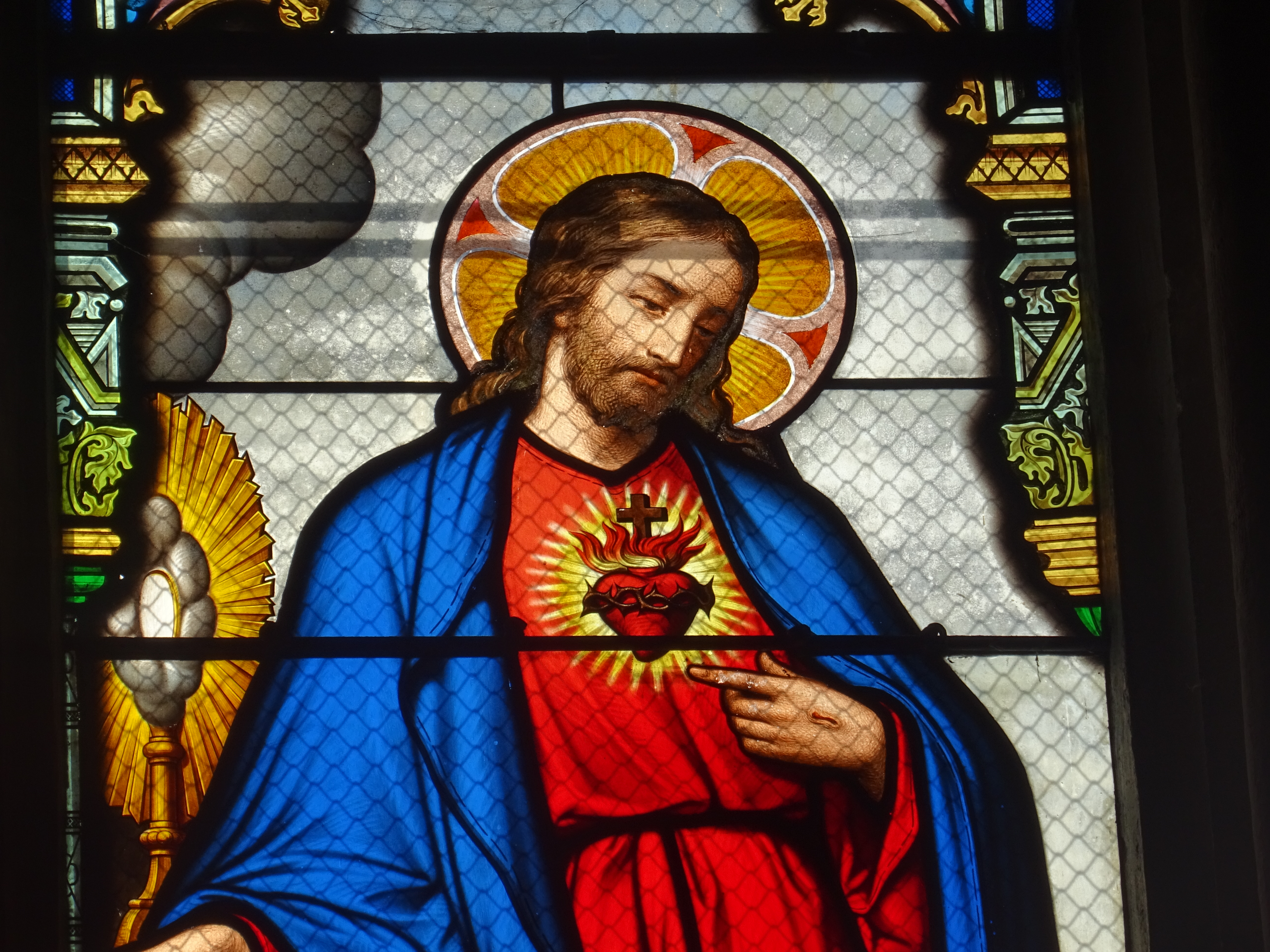

### La capilla de Maillé
La familia de Maillé, propietaria del Castelillo de Châteauneuf-sur-Cher, contribuyó a la financiación de la construcción de la basílica. Una capilla lo conmemora. Está dedicada a la beata Juana María de Maillé y a San Osmond.

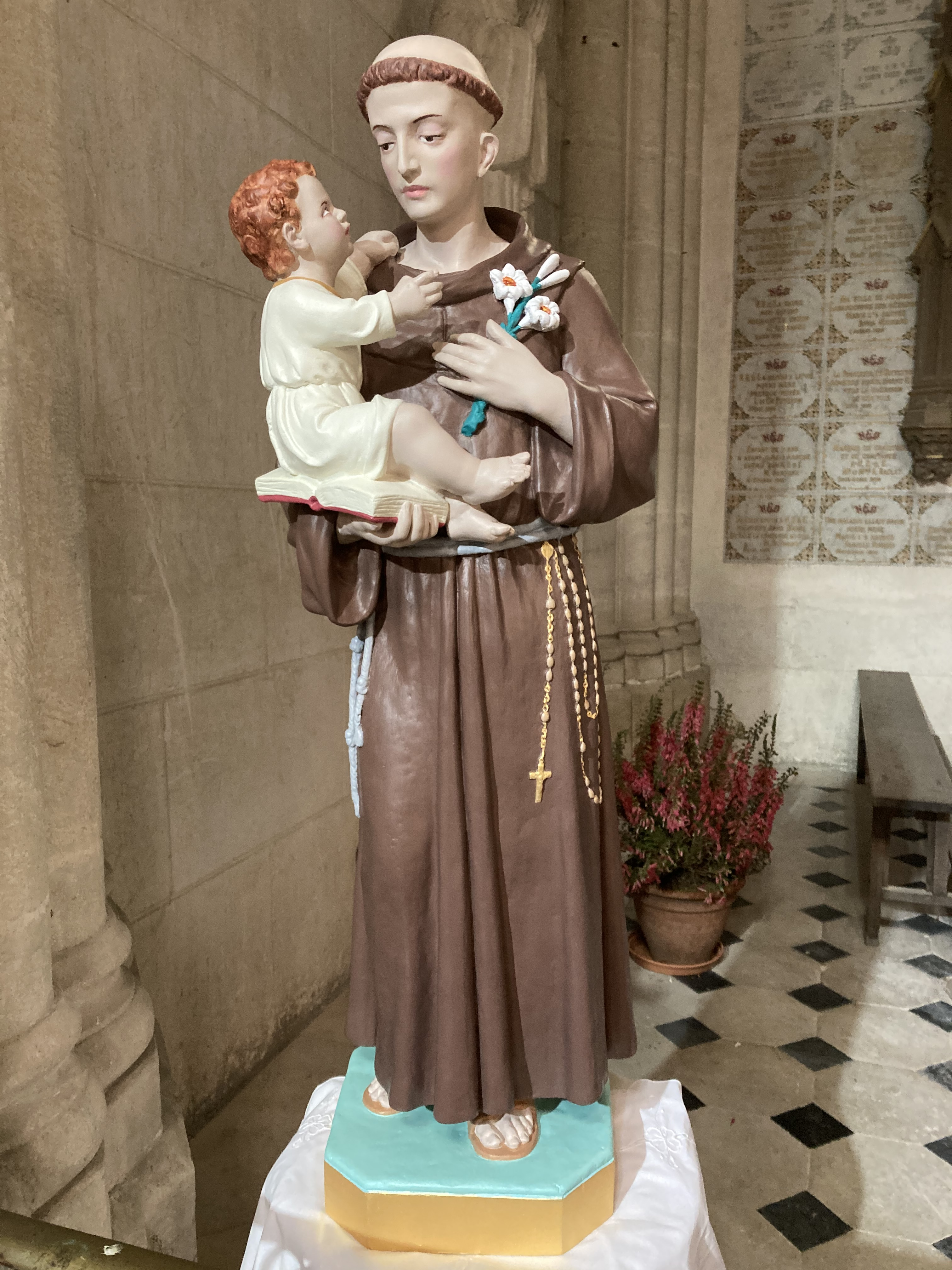
San Antonio de Padua
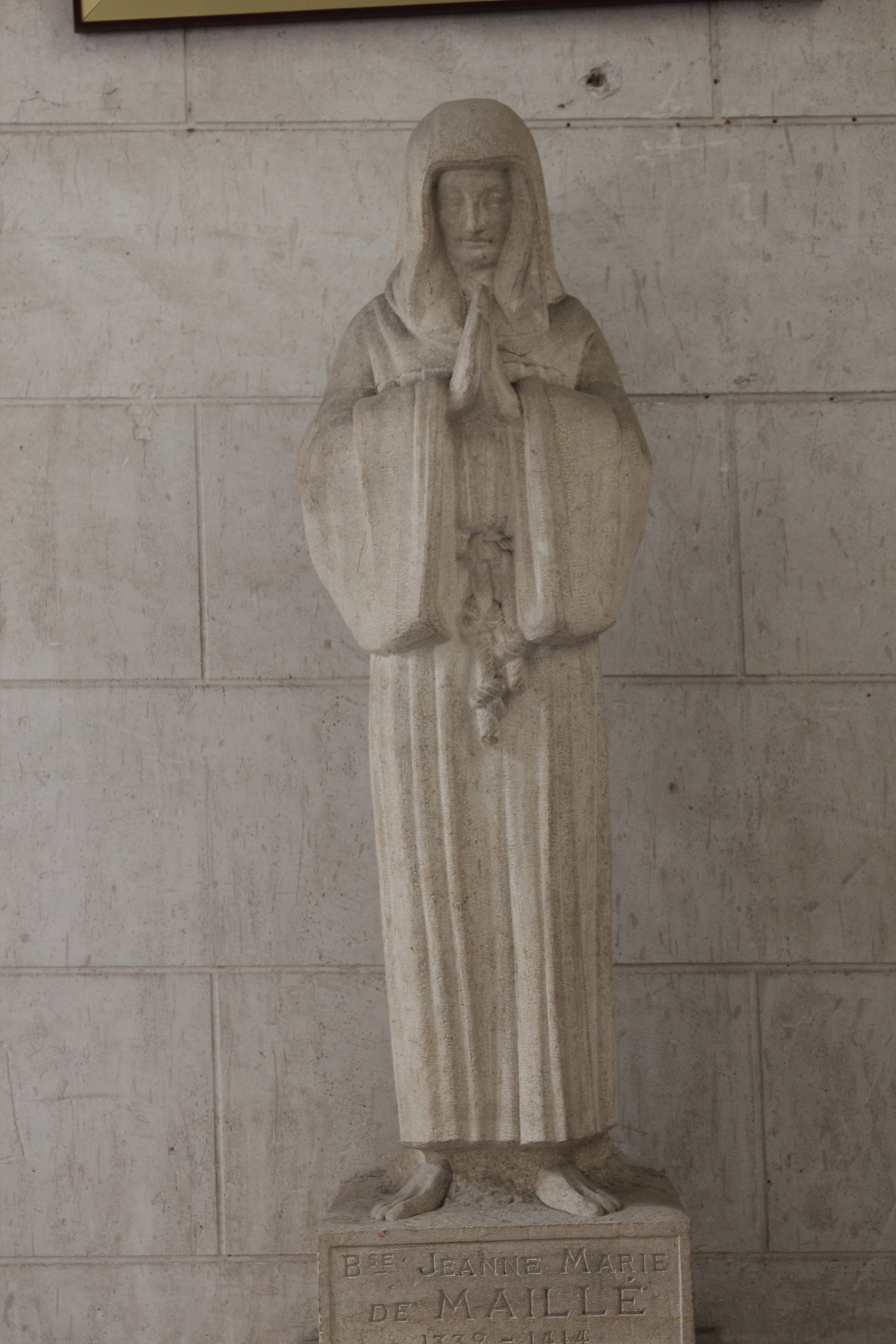
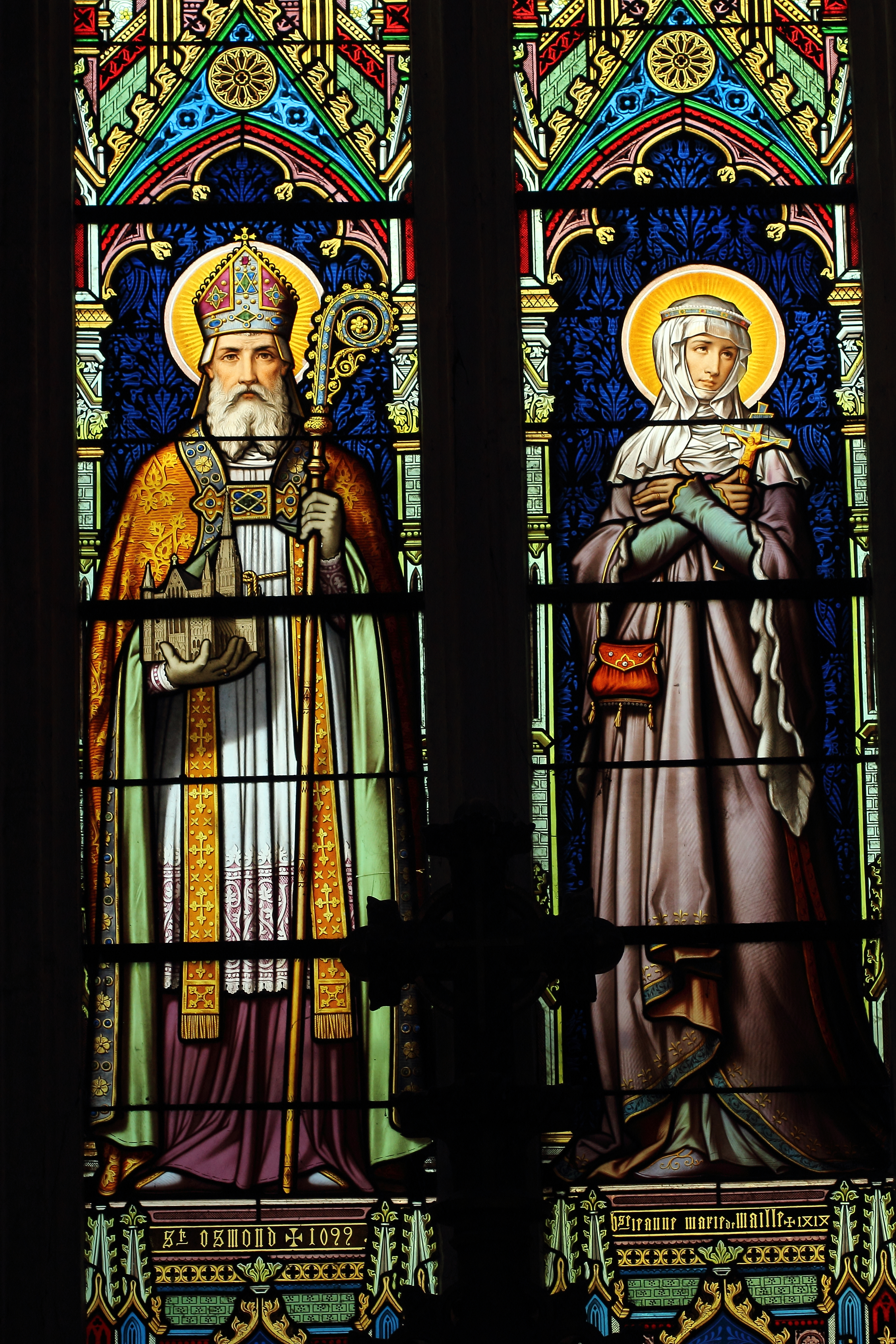
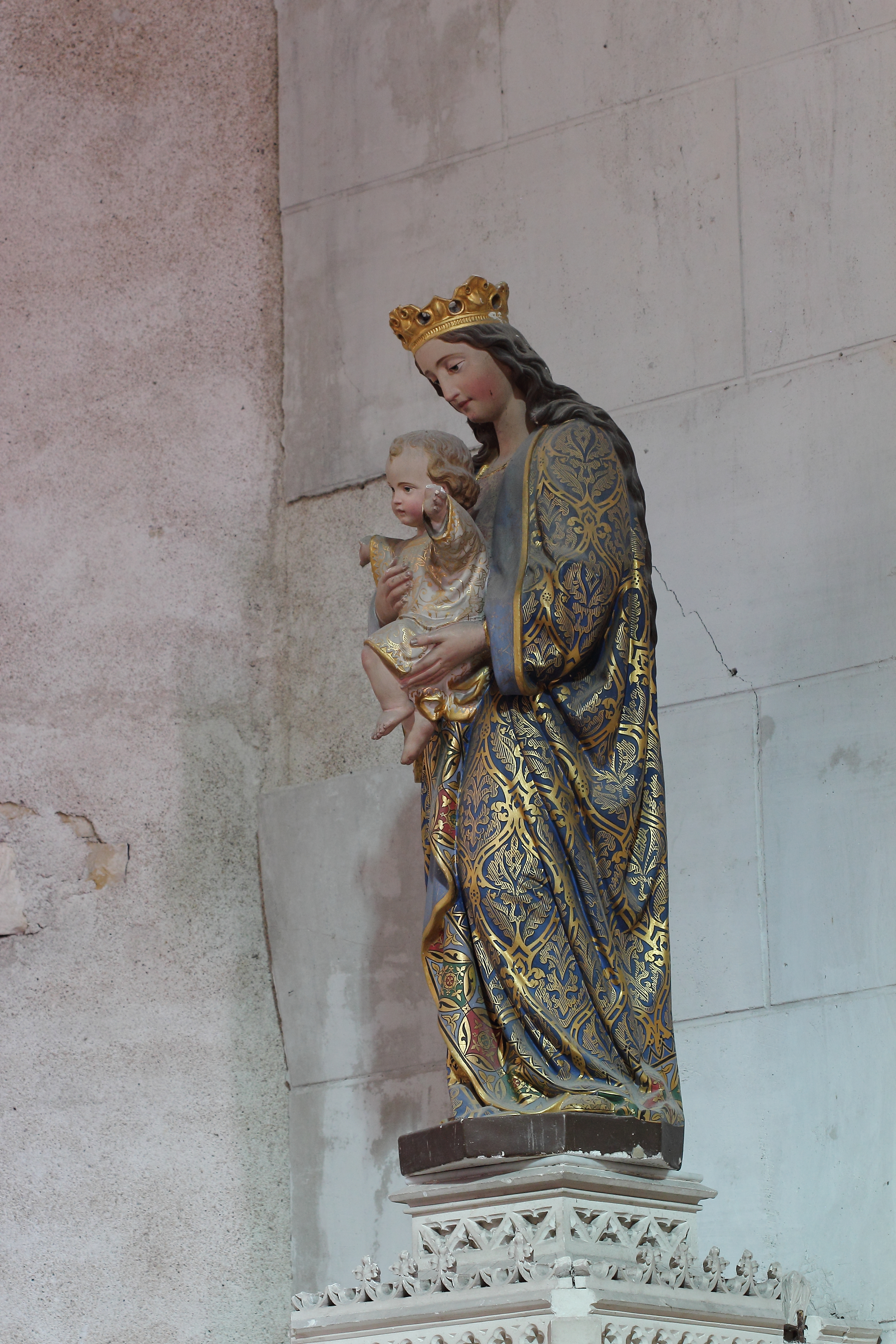
La Madonna col Bambino

### Órgano Cavaillé-Coll
Un órgano construido en 1889 por Aristide Cavaillé-Coll está instalado en el coro frente a las sillerías. Está clasificado como monumento histórico desde 1976. La parte instrumental fue restaurada en 1979-1980.

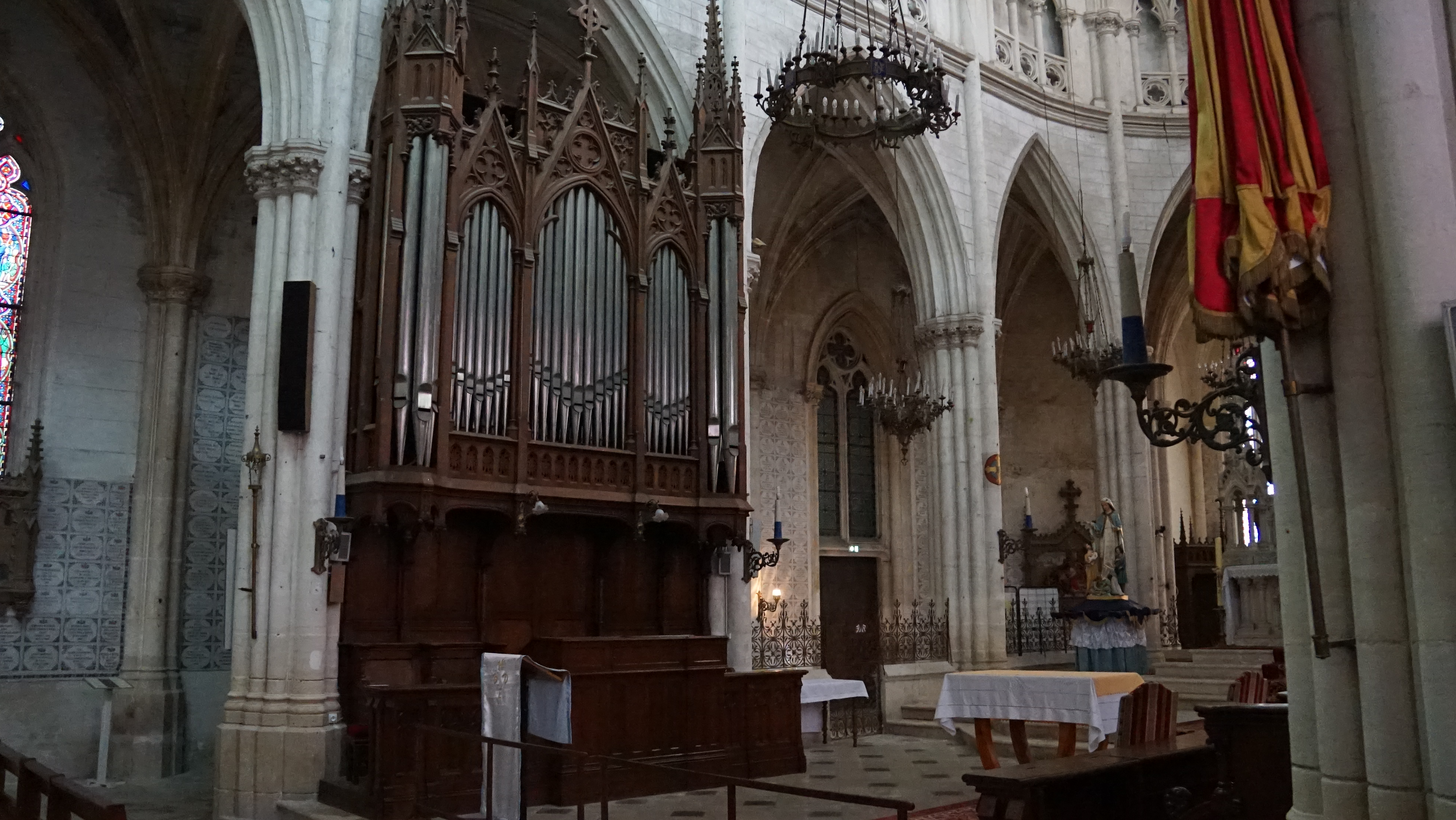
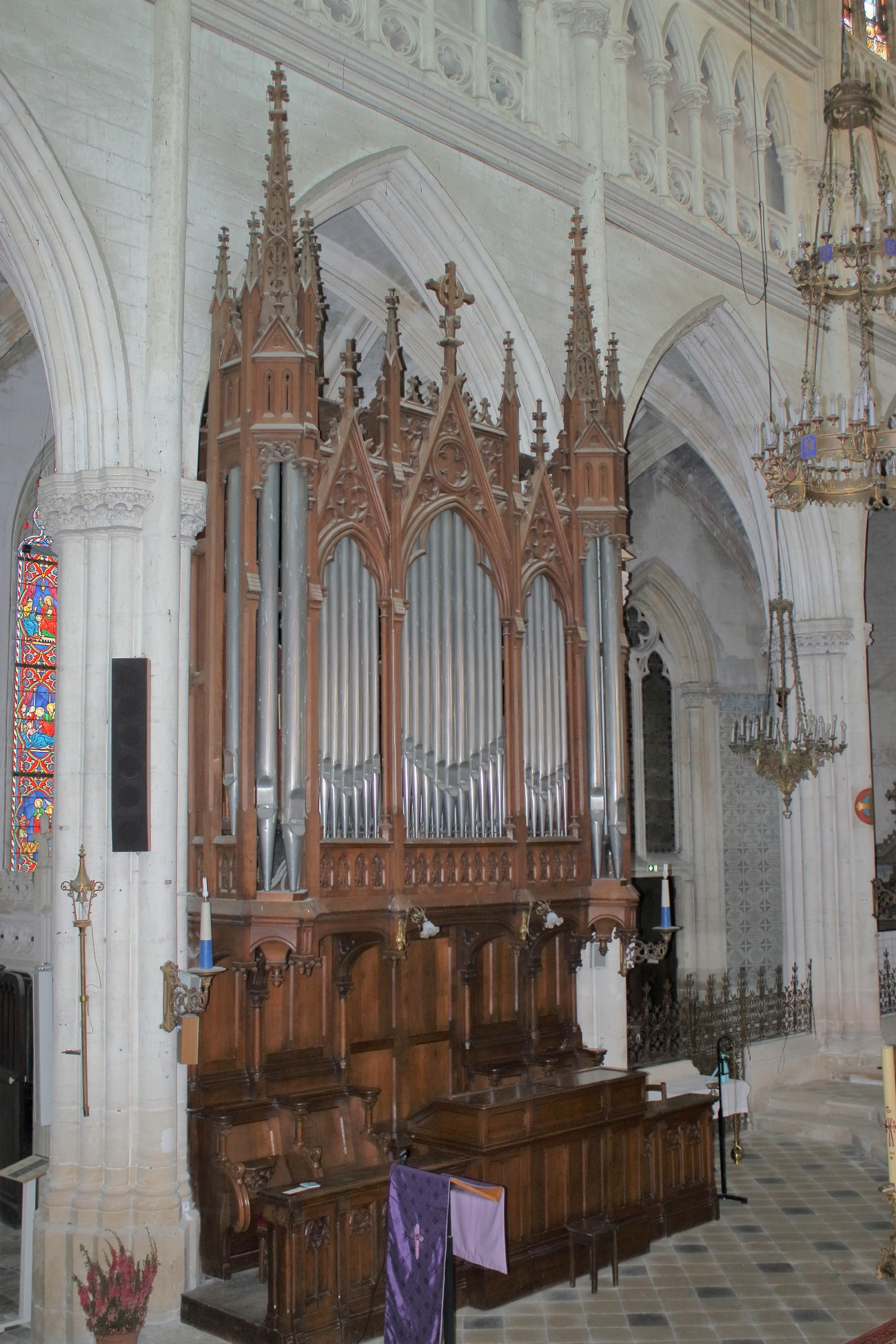
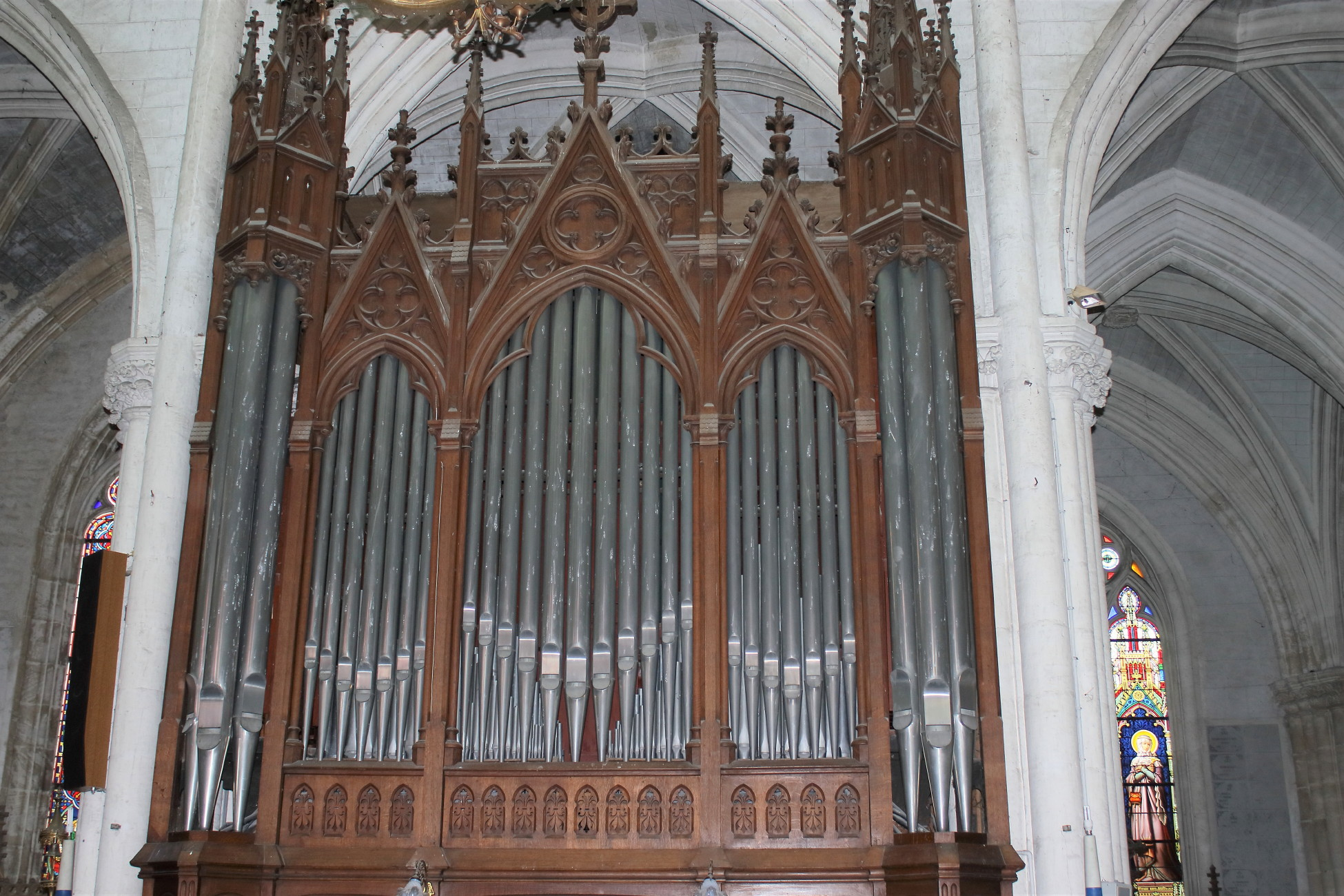

### Púlpito
El púlpito es obra de los talleres Charles Buisine-Rigot en Lille. El panel frontal muestra la dispersión de los Apóstoles que van a evangelizar las naciones. Los cuatro evangelistas, San Juan con el águila, San Marcos y su león, San Lucas y su buey, San Mateo con el hombre, así como San Pedro y San Pablo están en los laterales. La caja de voz está coronada por los cuatro ángeles del Juicio Final que tocan la trompeta. La sillería del coro y la caja del órgano también proceden de estos talleres.

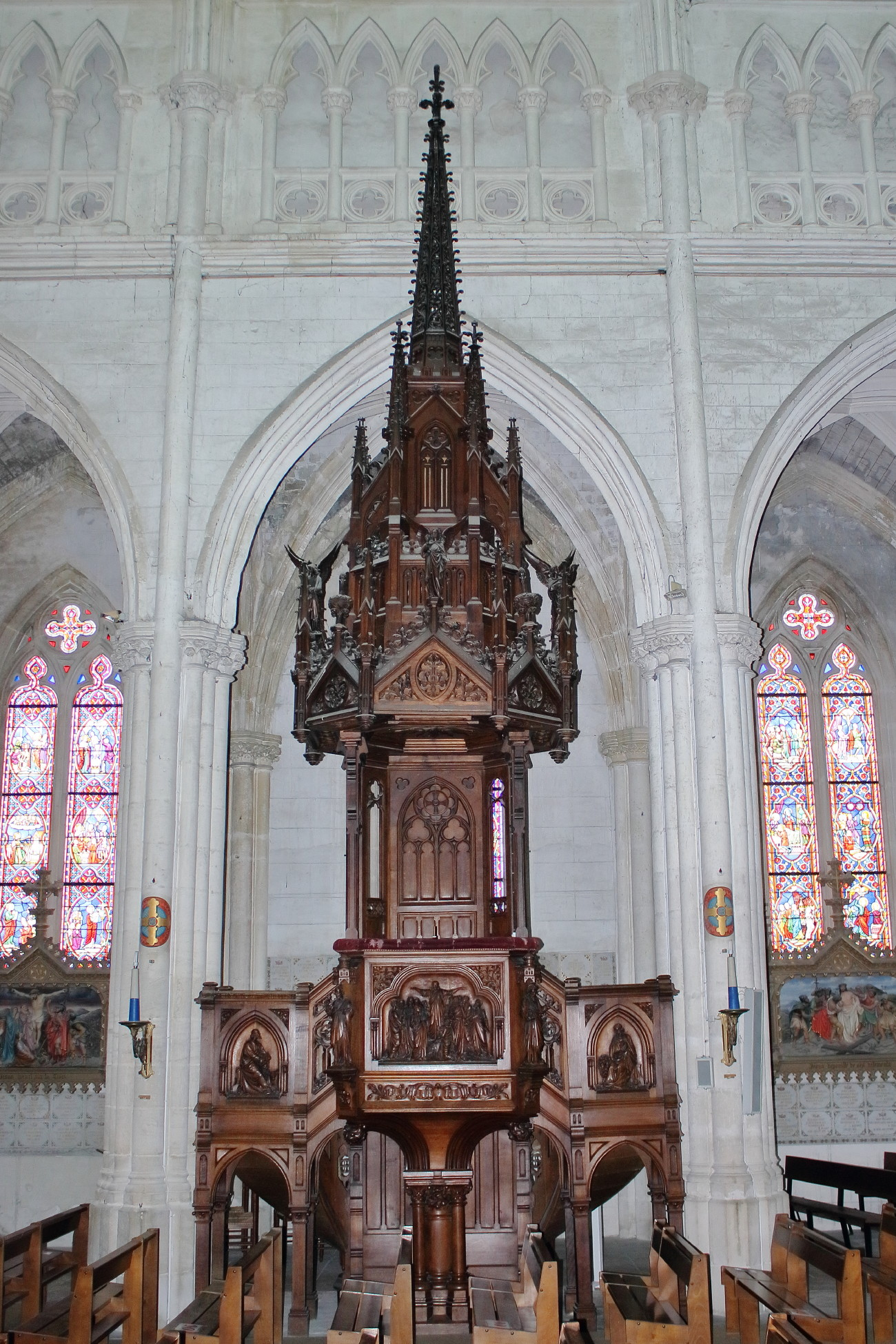
Pulpito
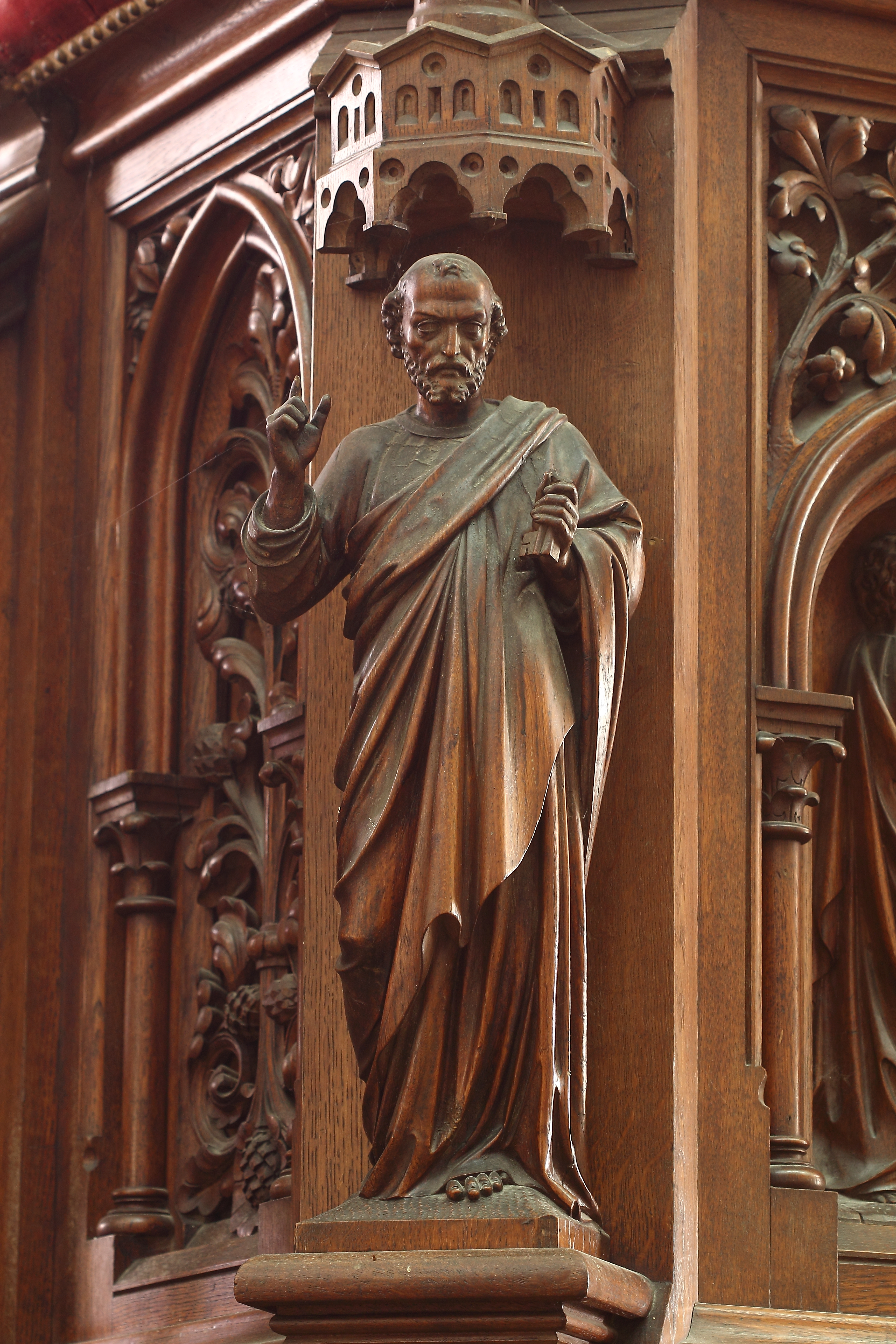
Simón Pedro
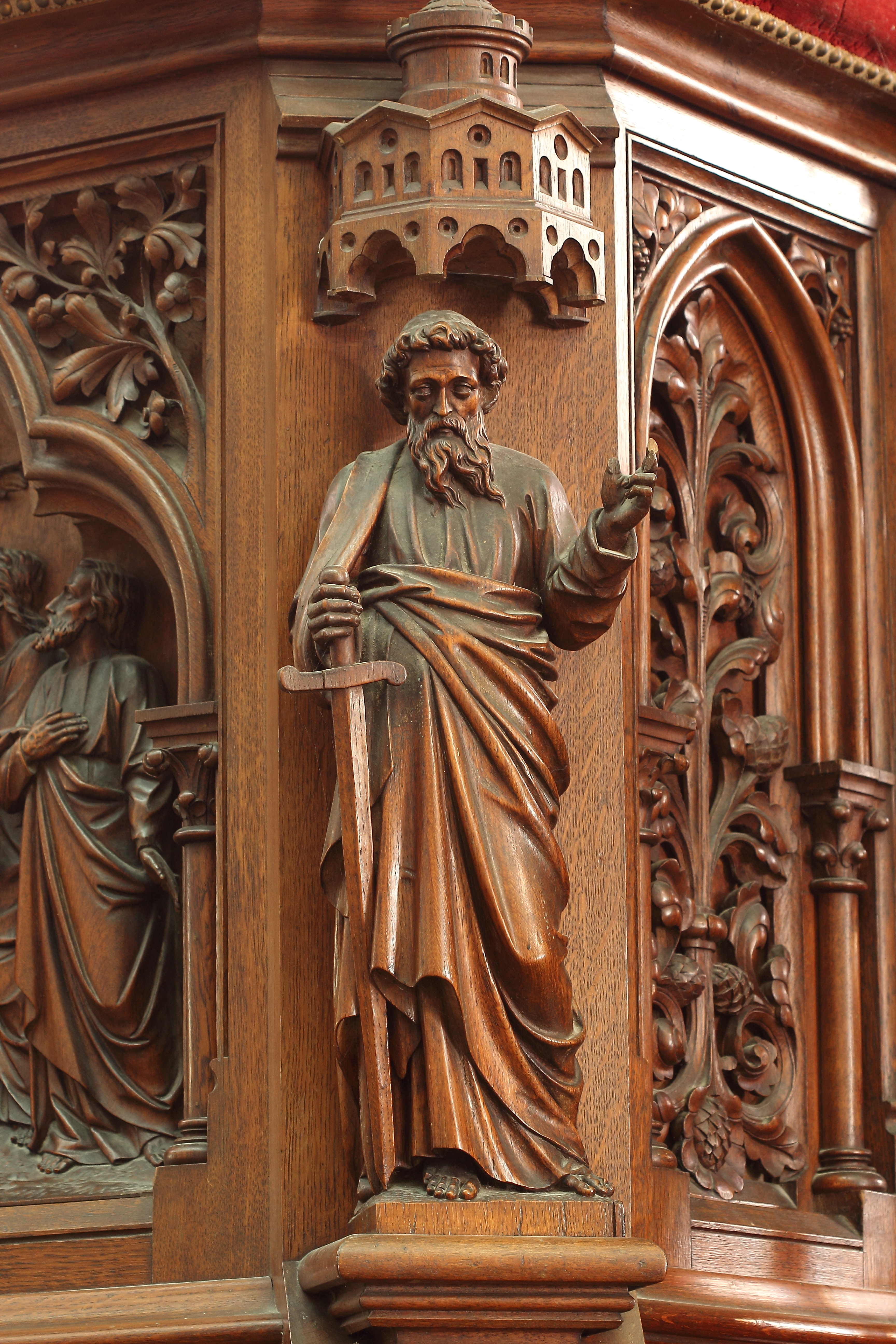
Pablo de Tarso
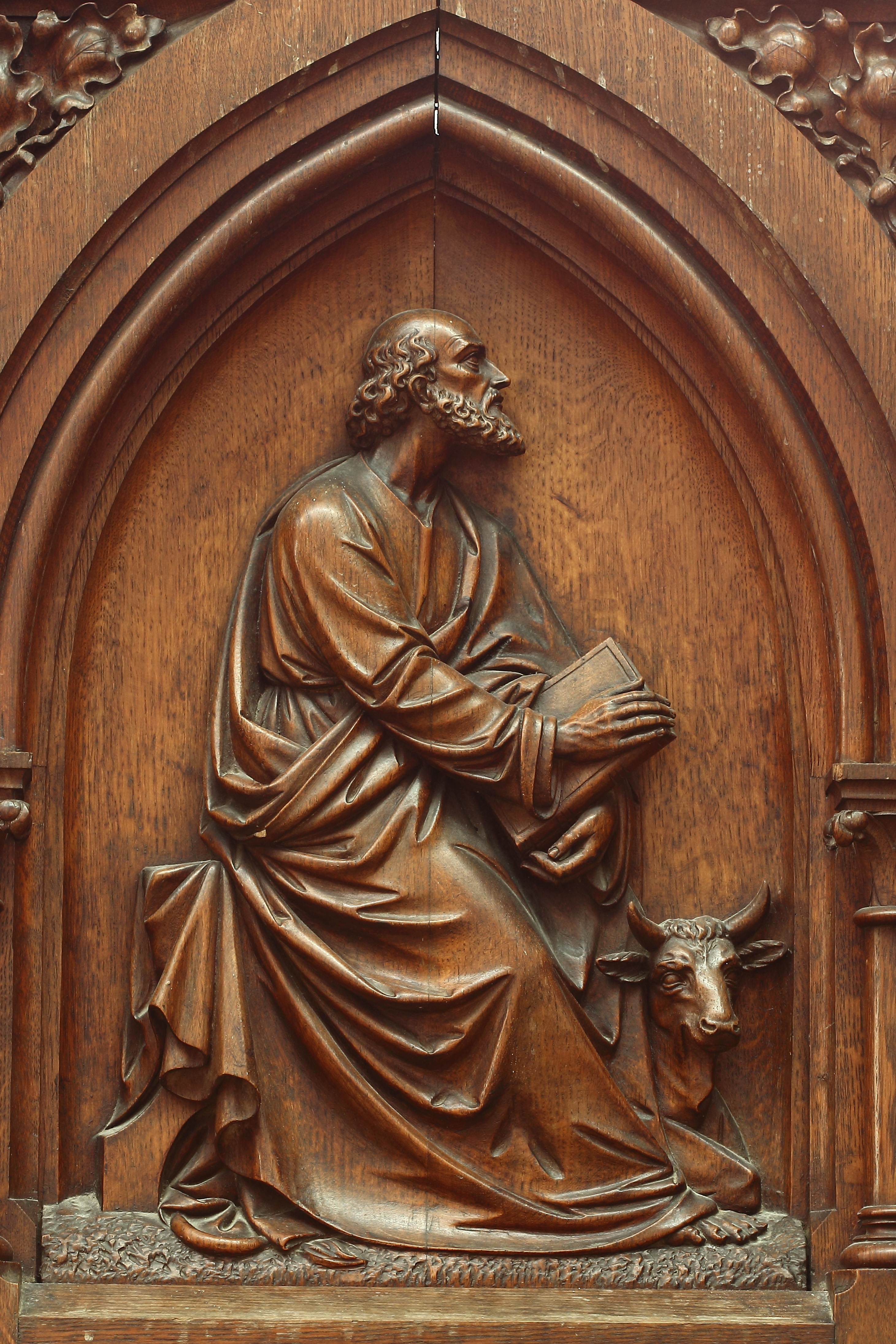
Lucas el Evangelista
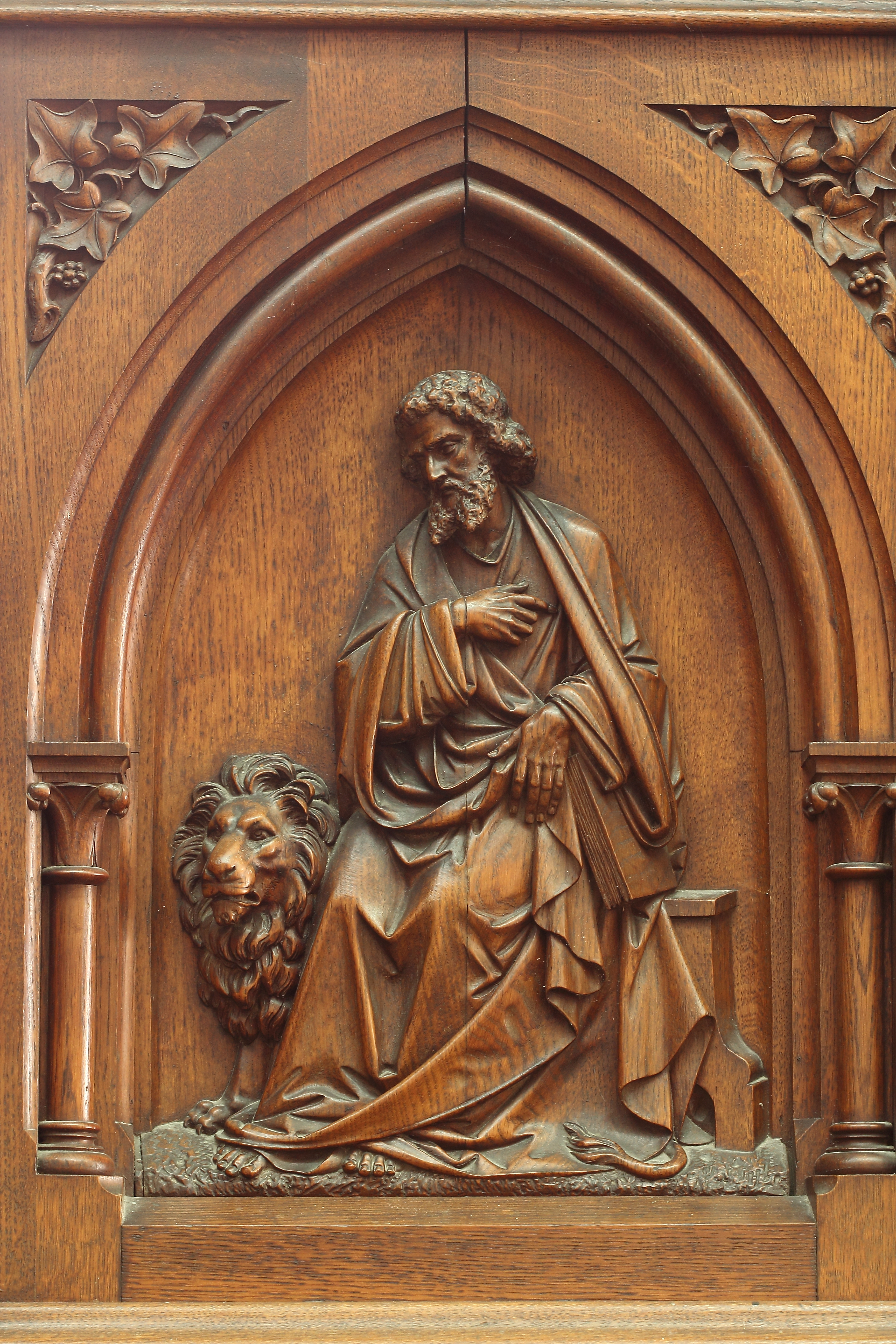
Marcos el Evangelista

### Belén de Navidad
El Belén de Navidad de estilo sulpiciano fue fabricado en 1887 por la Unión Internacional Artística de Vaucouleurs, en cartón romano, sustancia compuesta de yeso fino tamiz, estopas preparadas, dextrina y productos químicos. Esta mezcla asegura ligereza, solidez, es refractario a la humedad a diferencia del yeso. Está compuesta por catorce estatuas: Jesús, María, José, el burro, el buey, seis pastores y tres reyes magos. Desaparecida durante treinta años, fue devuelta el 24 de diciembre de 2020. Se expone durante el tiempo de Navidad en la capilla de la beata Juana María de Maillé.

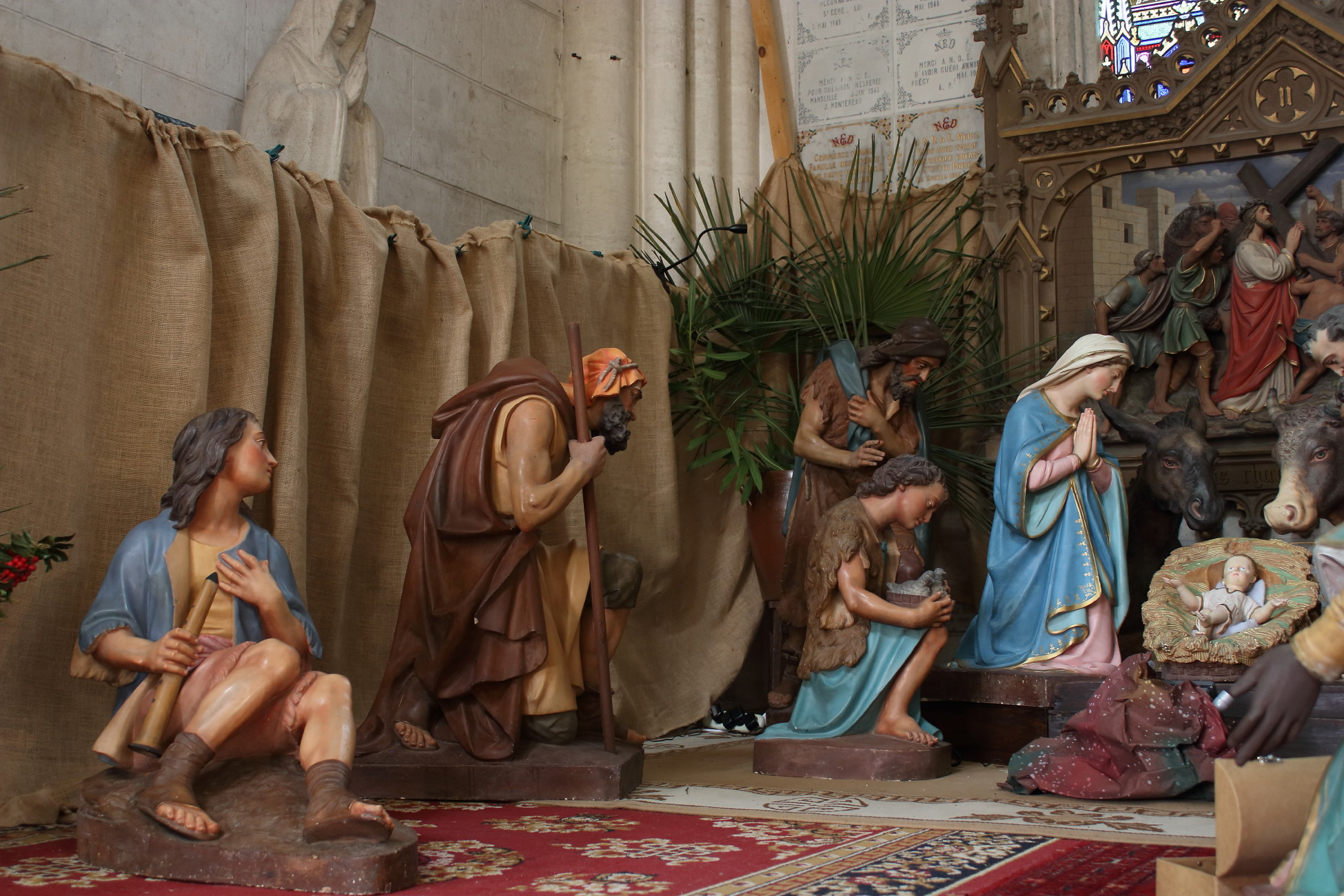
Adoración de los pastores
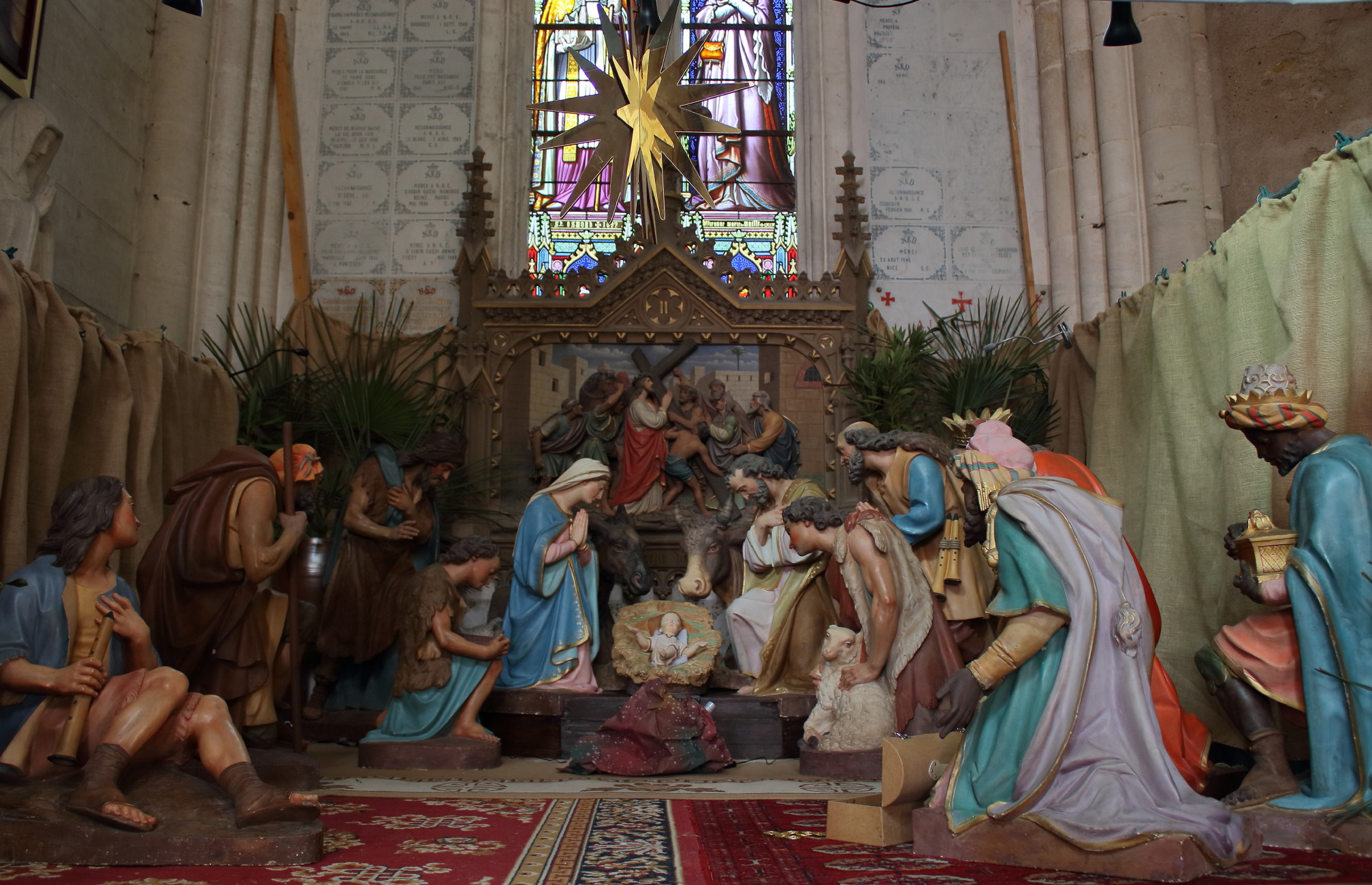
Natividad
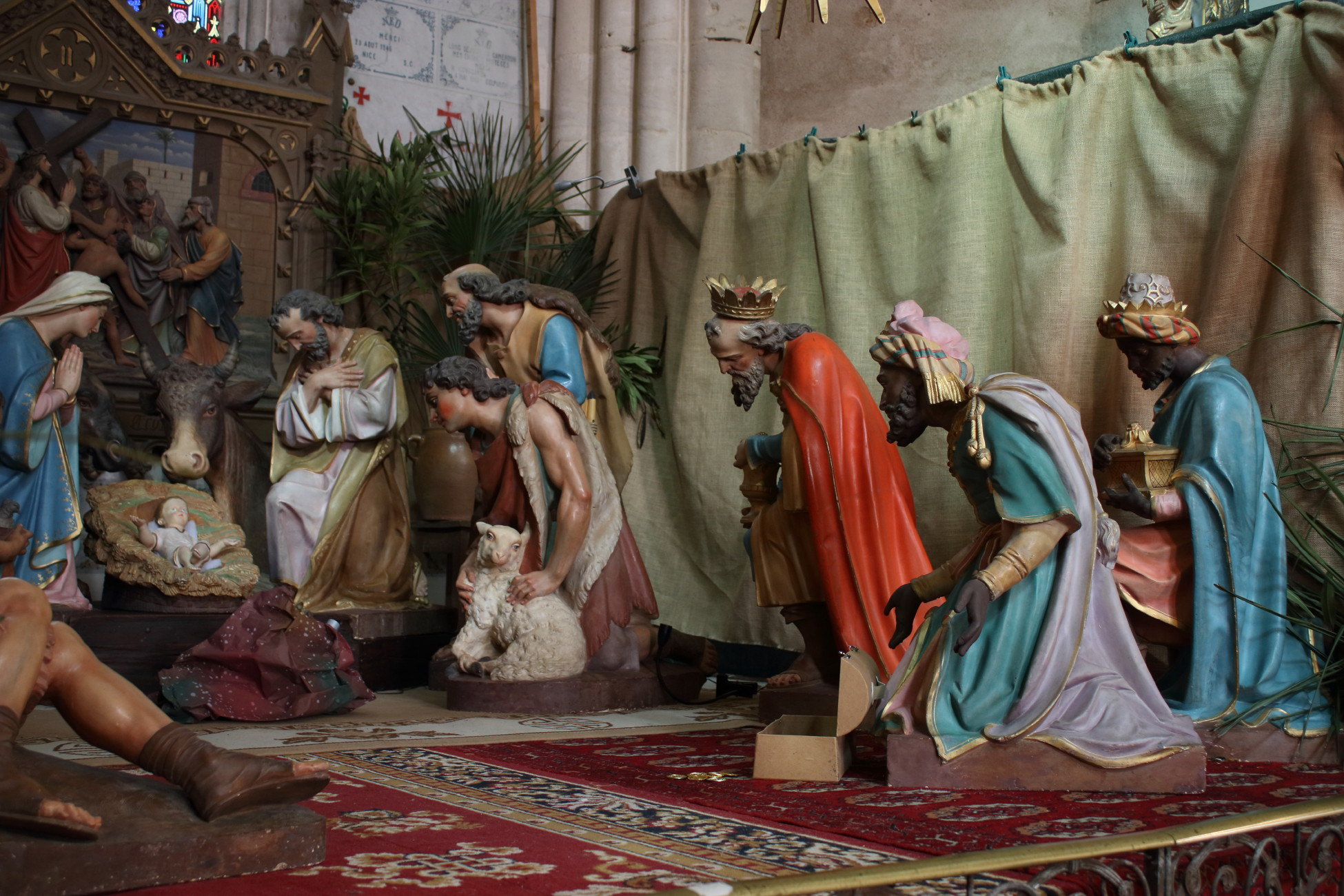
Adoración de los Reyes Magos

### Vía crucis
Este vía crucis de estilo sulpiciano fue fabricada por la Unión Internacional Artística de Vaucouleurs.

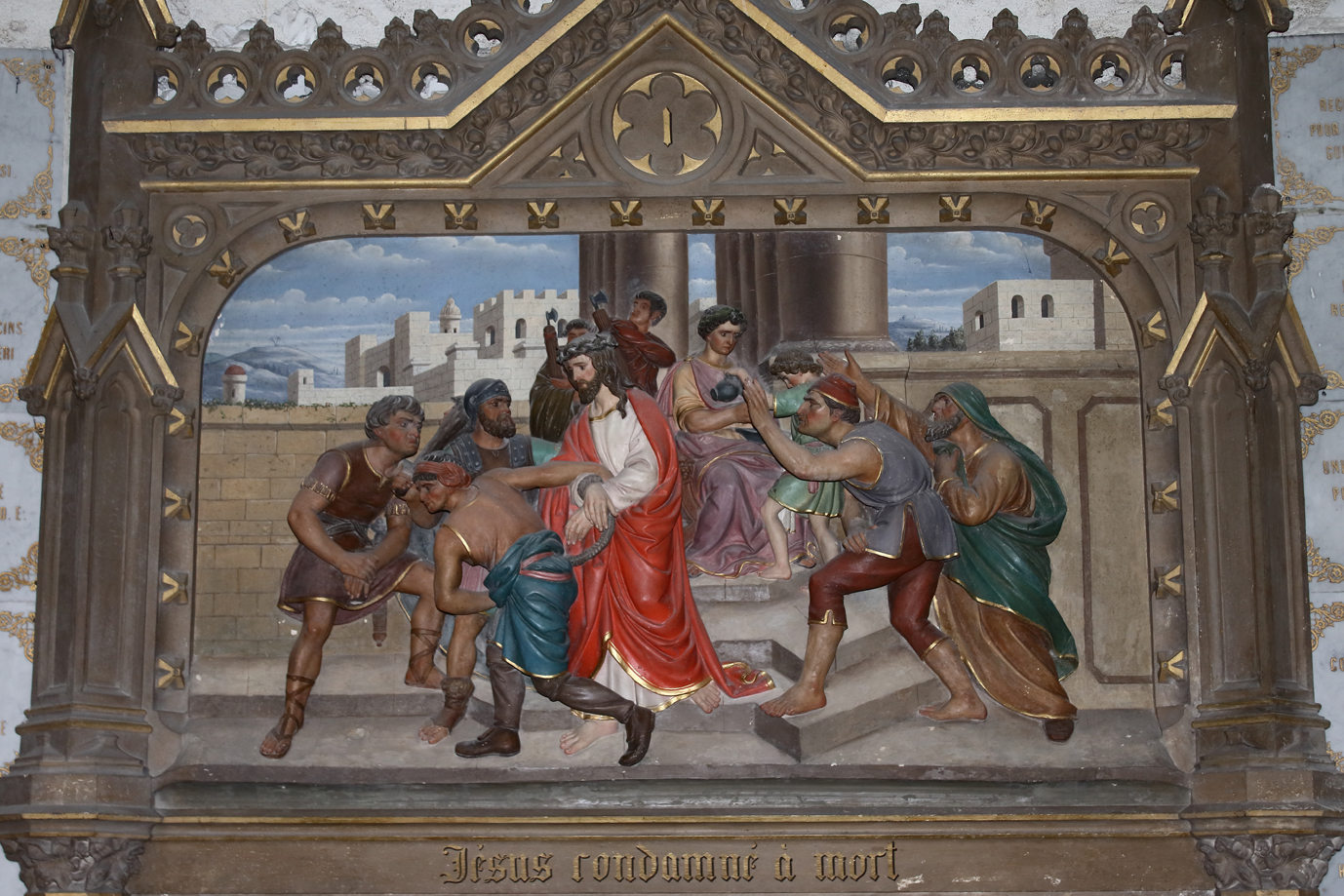
Jesús condenado a muerte
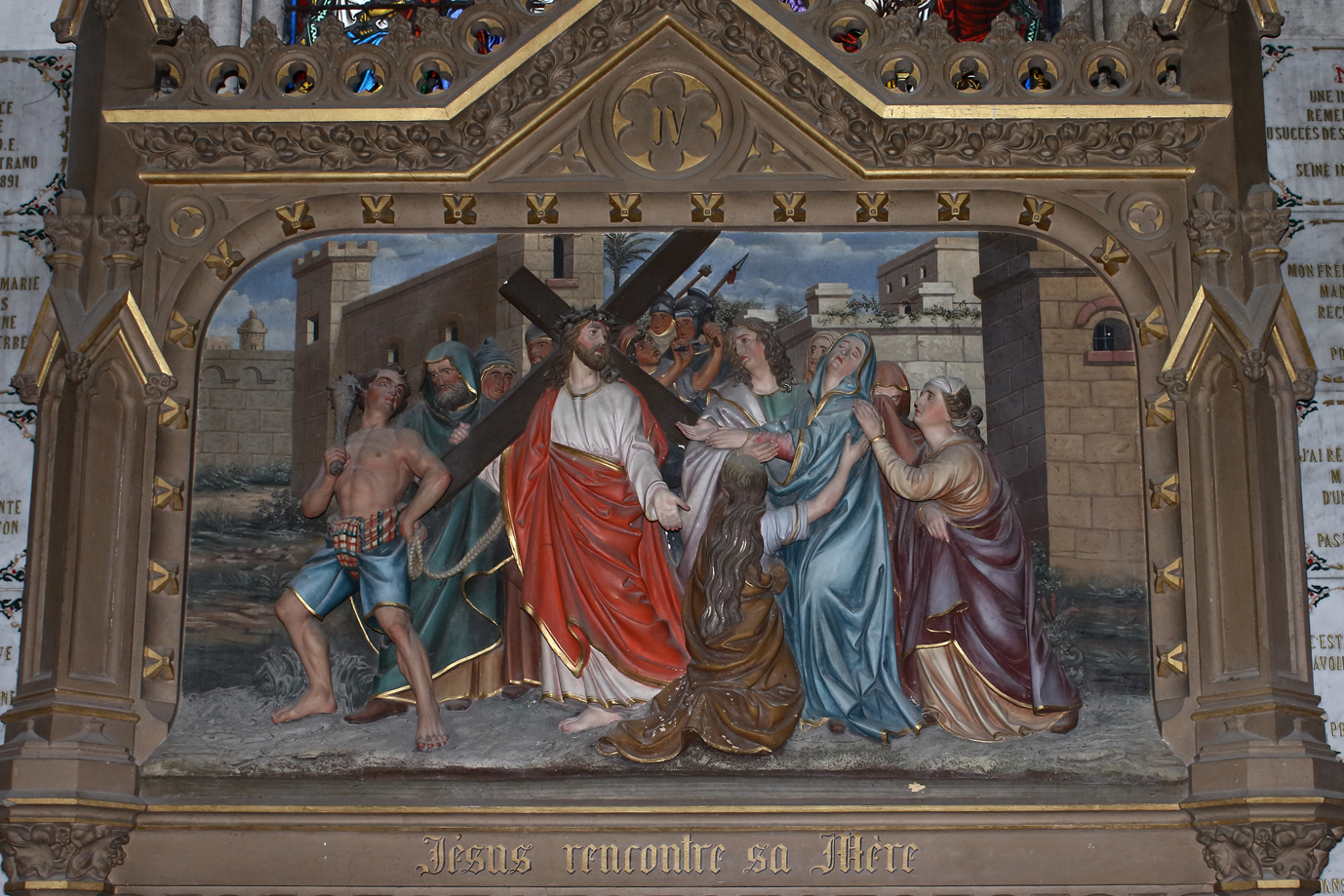
Jesús se encuentra con su madre
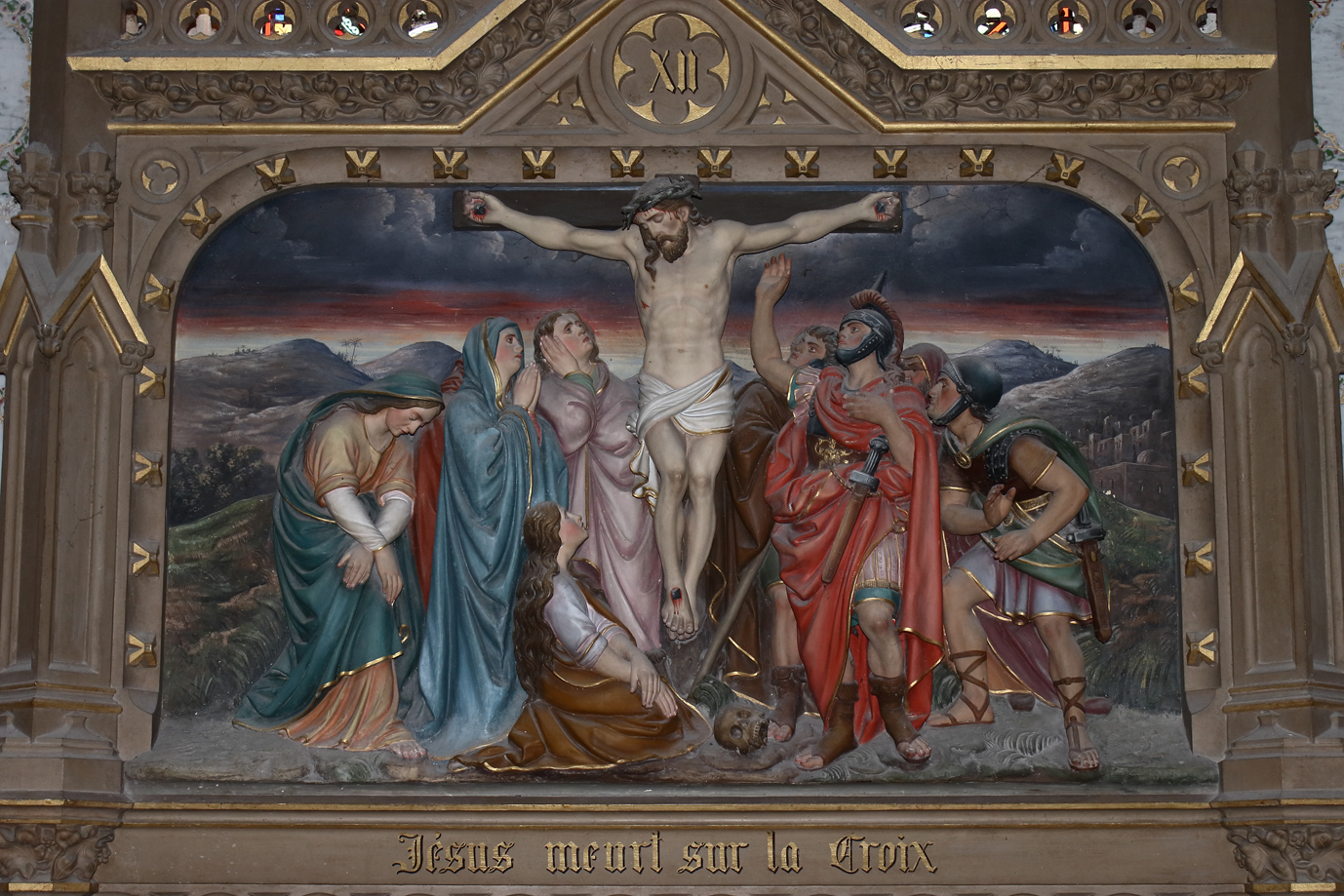
Jesús muere en la cruz

### Vitrales
Los vitrales fueron realizados por el taller Lobin en Tours.

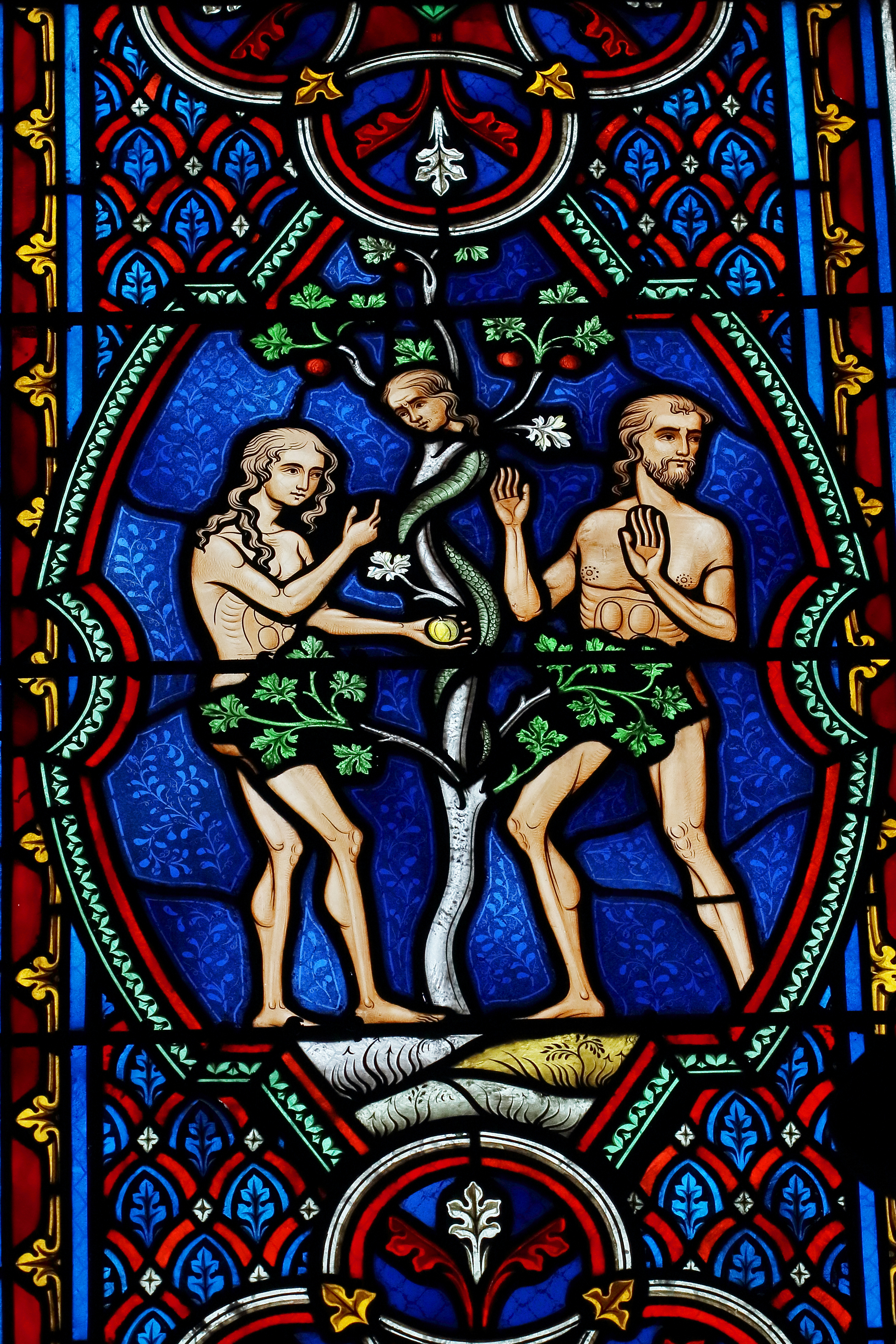
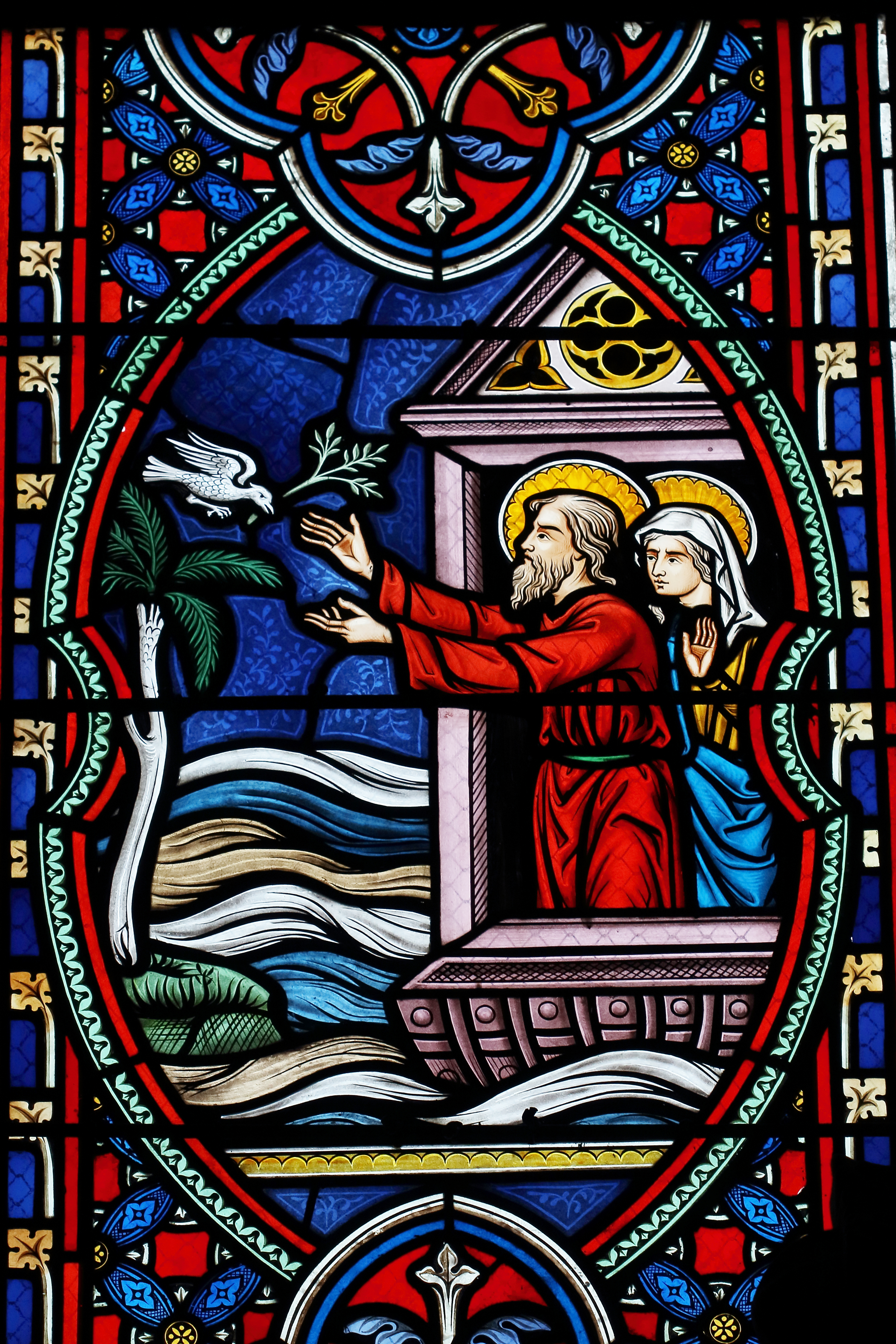
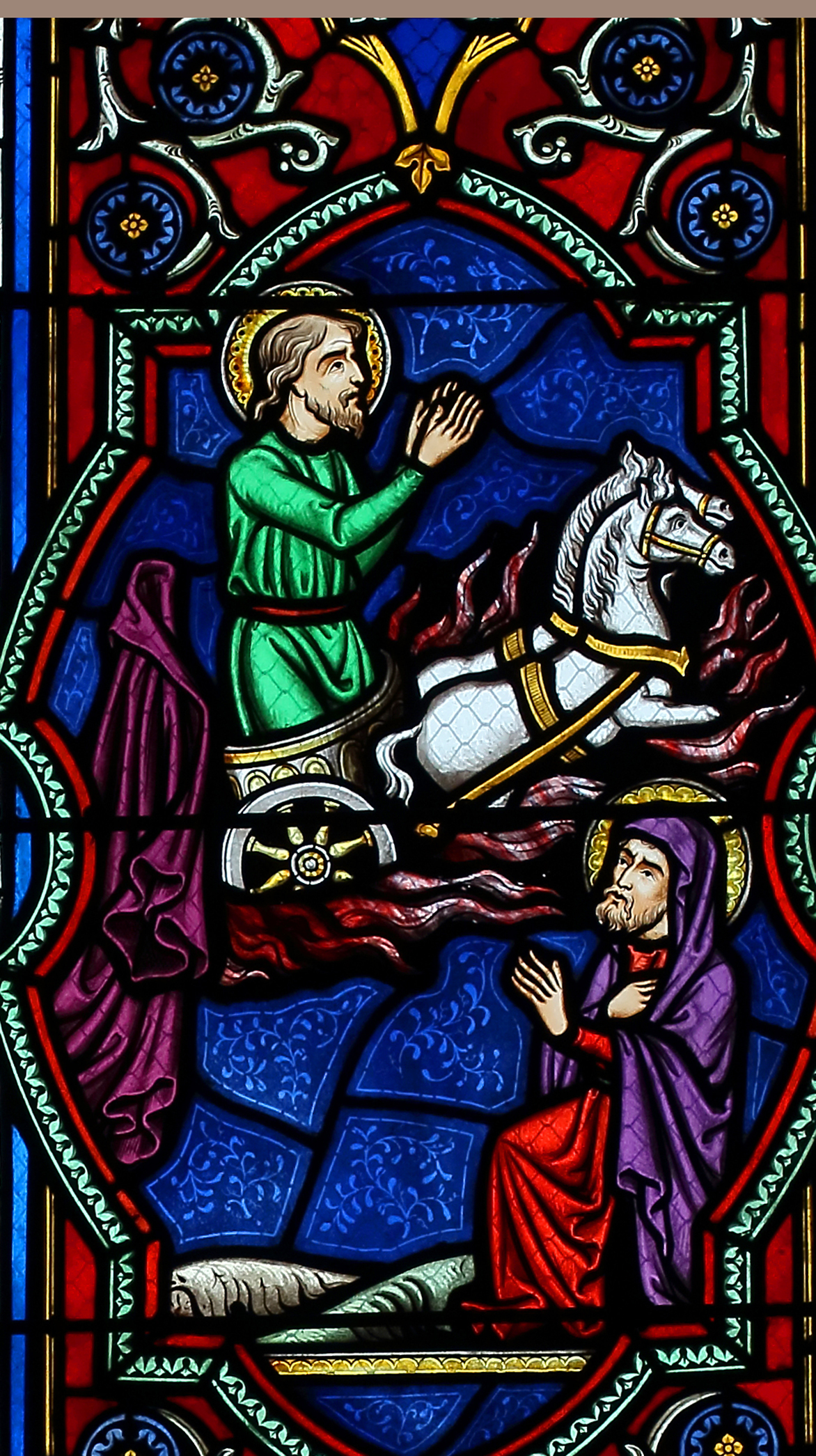
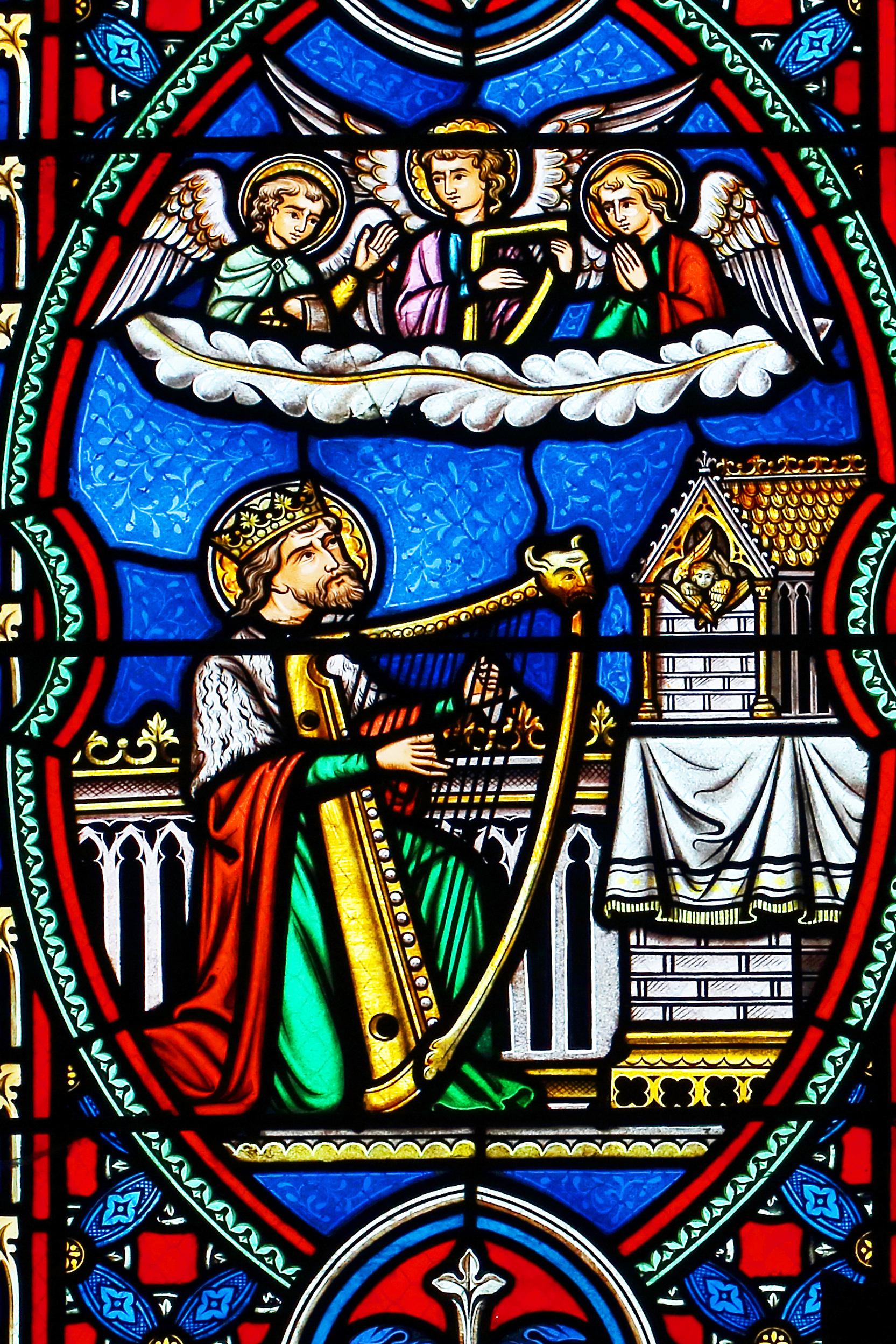
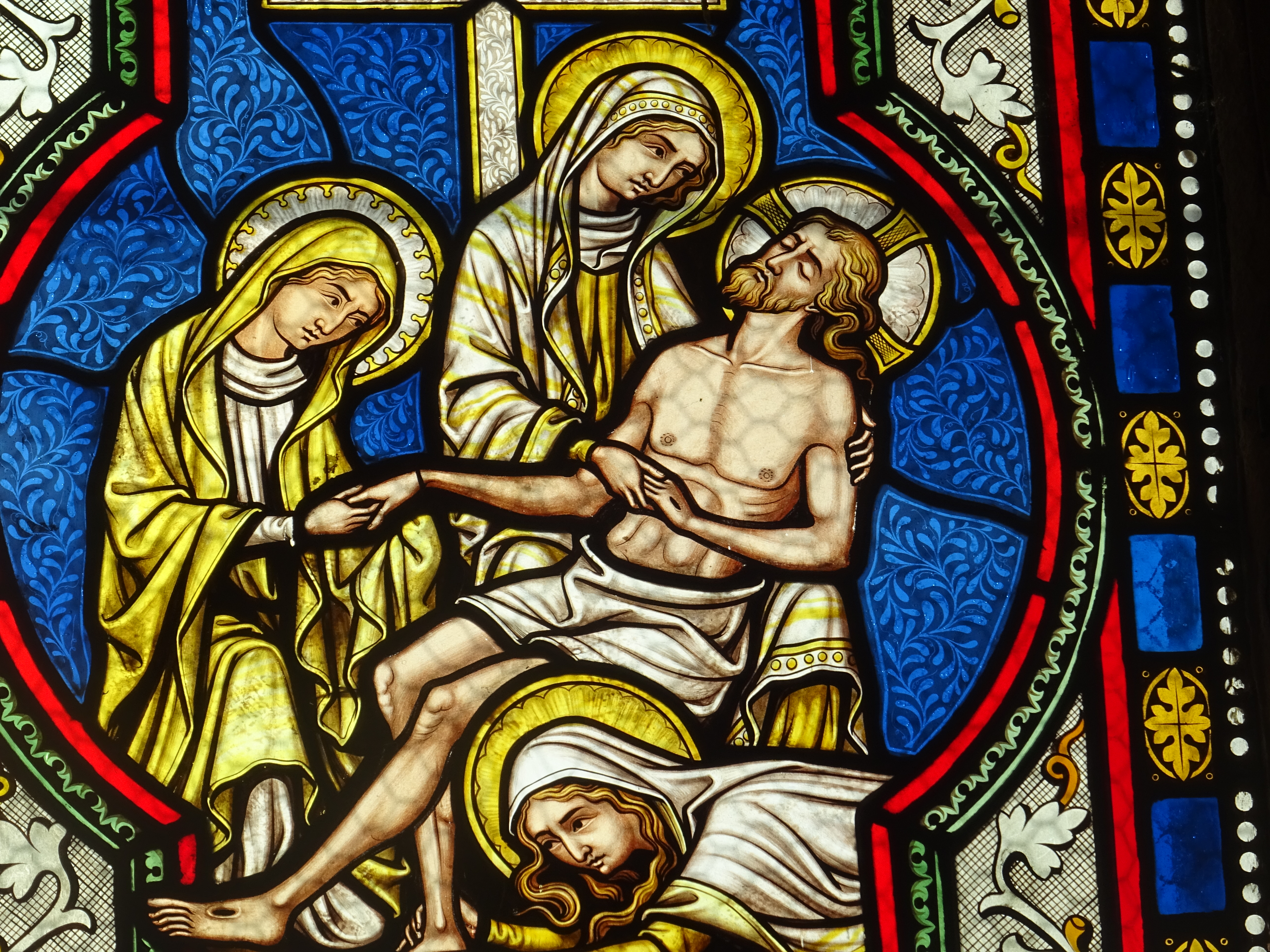
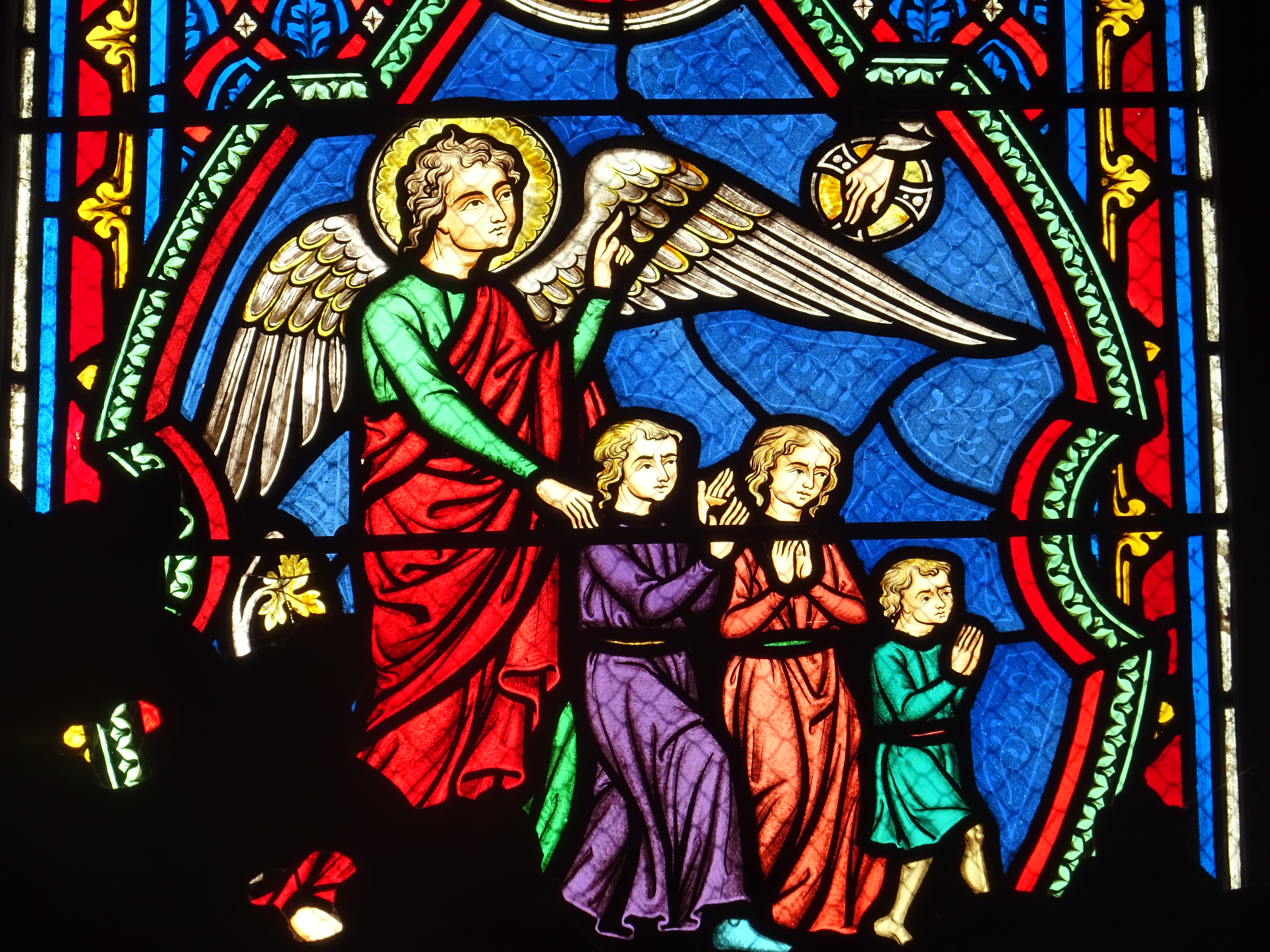

### Placas conmemorativas
Cuatro placas conmemorativas recuerdan la iniciativa del abad Jacques-Marie Ducros, la bendición de la primera piedra del edificio, la bendición de la estatua de Nuestra Señora de los niños el 29 de agosto de 1869 y su coronación en nombre del papa Pío XI el 26 de agosto de 1923.

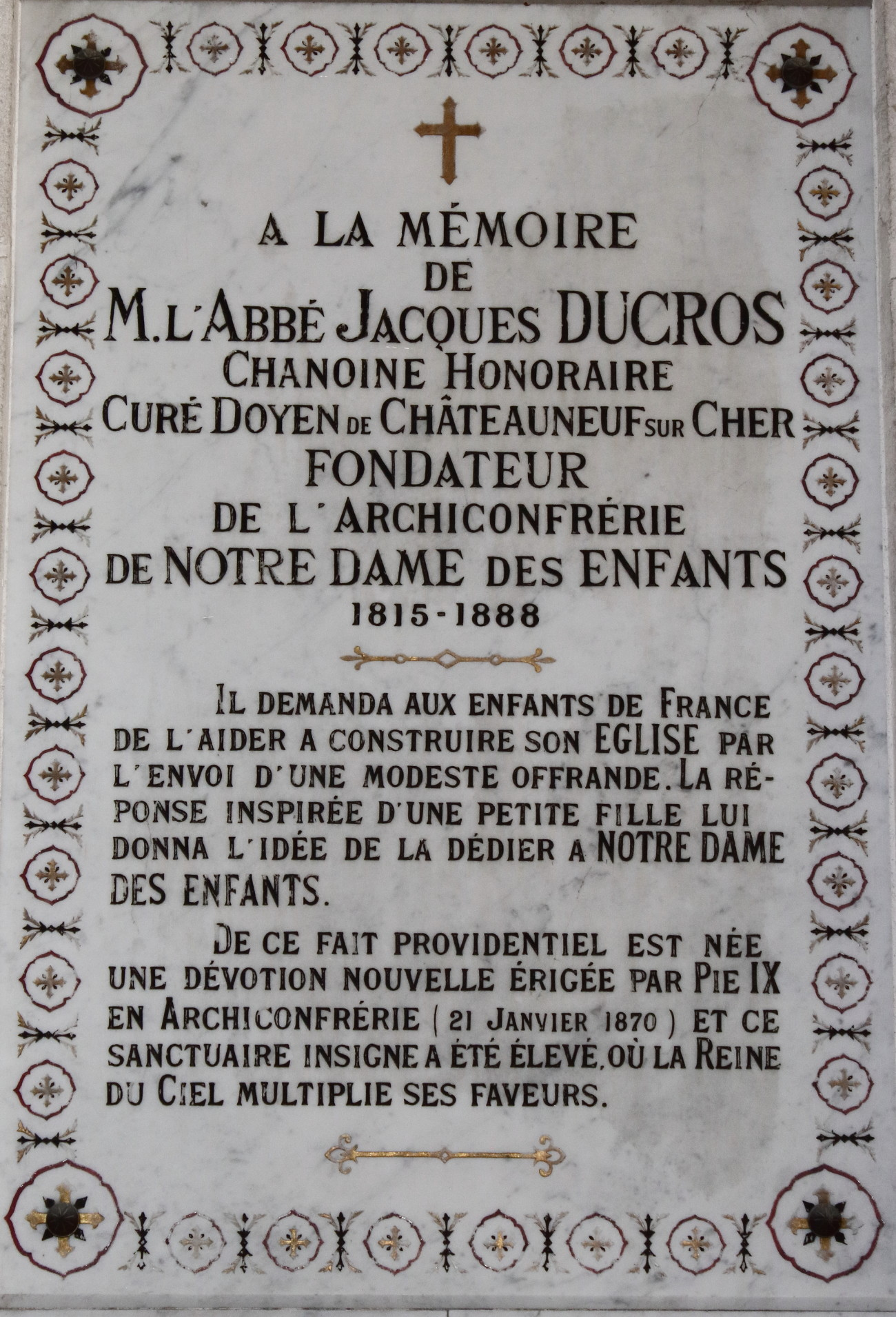
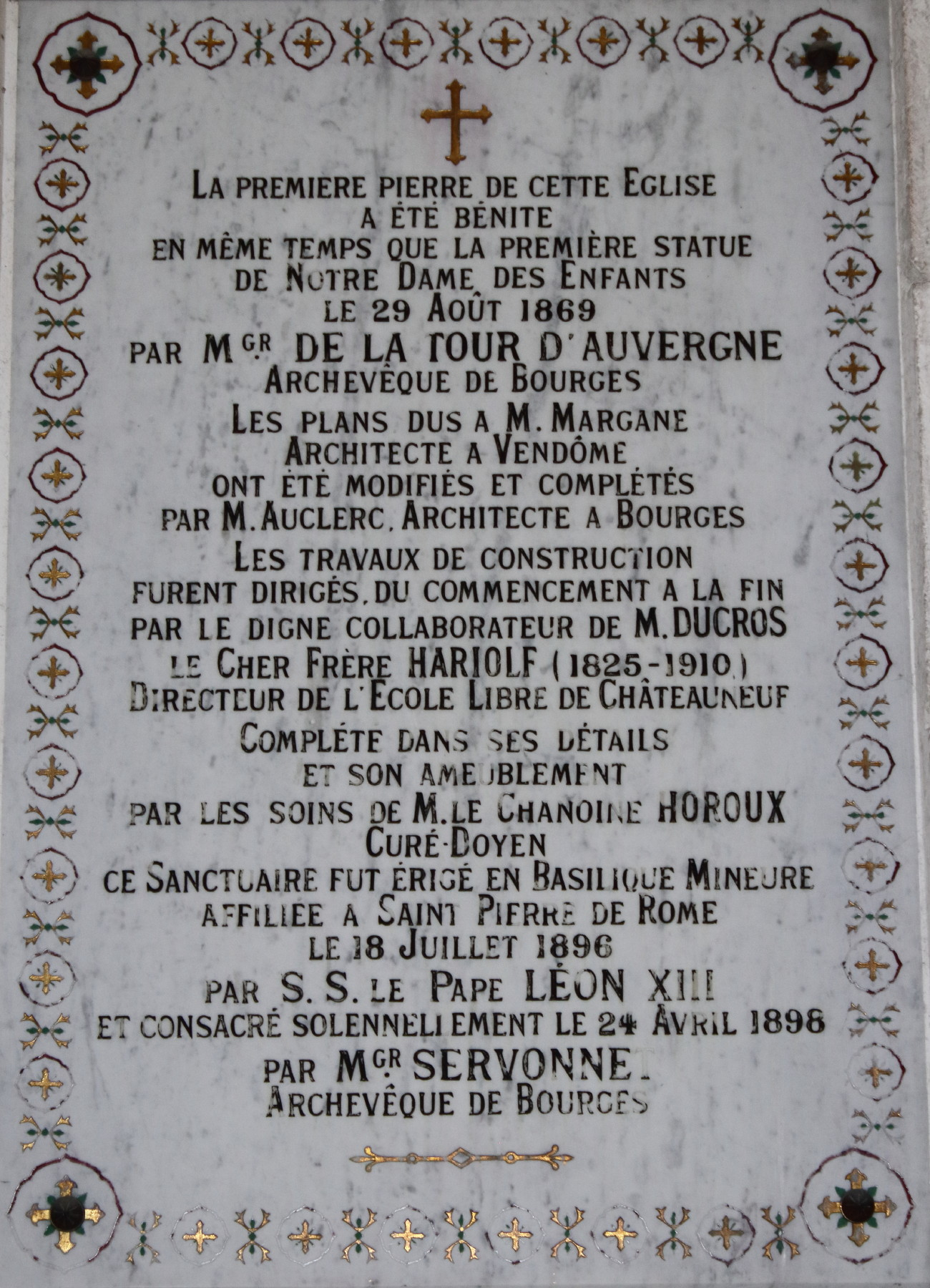
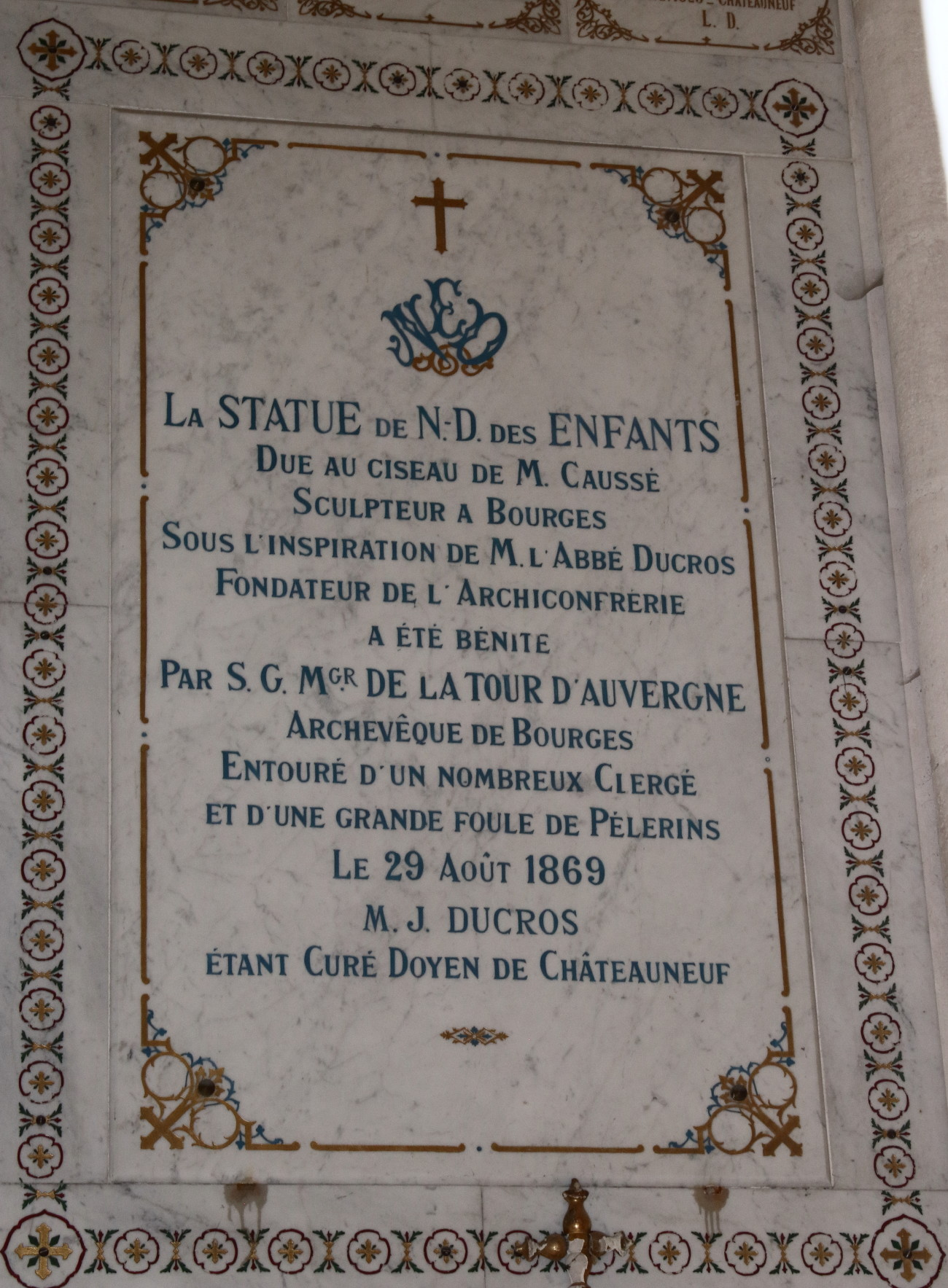
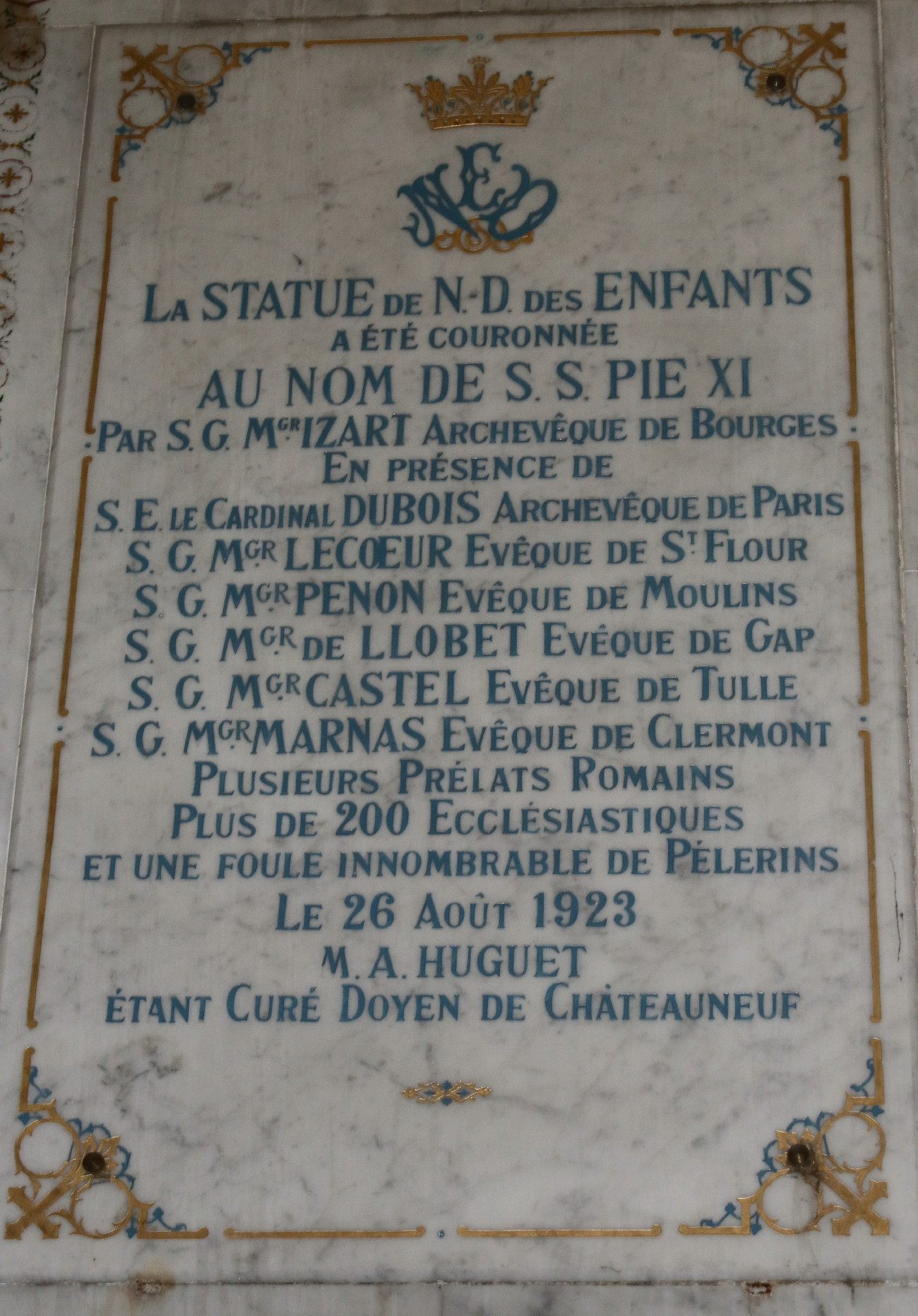

Dos mil exvotos cubren las paredes de las naves laterales y de las capillas.

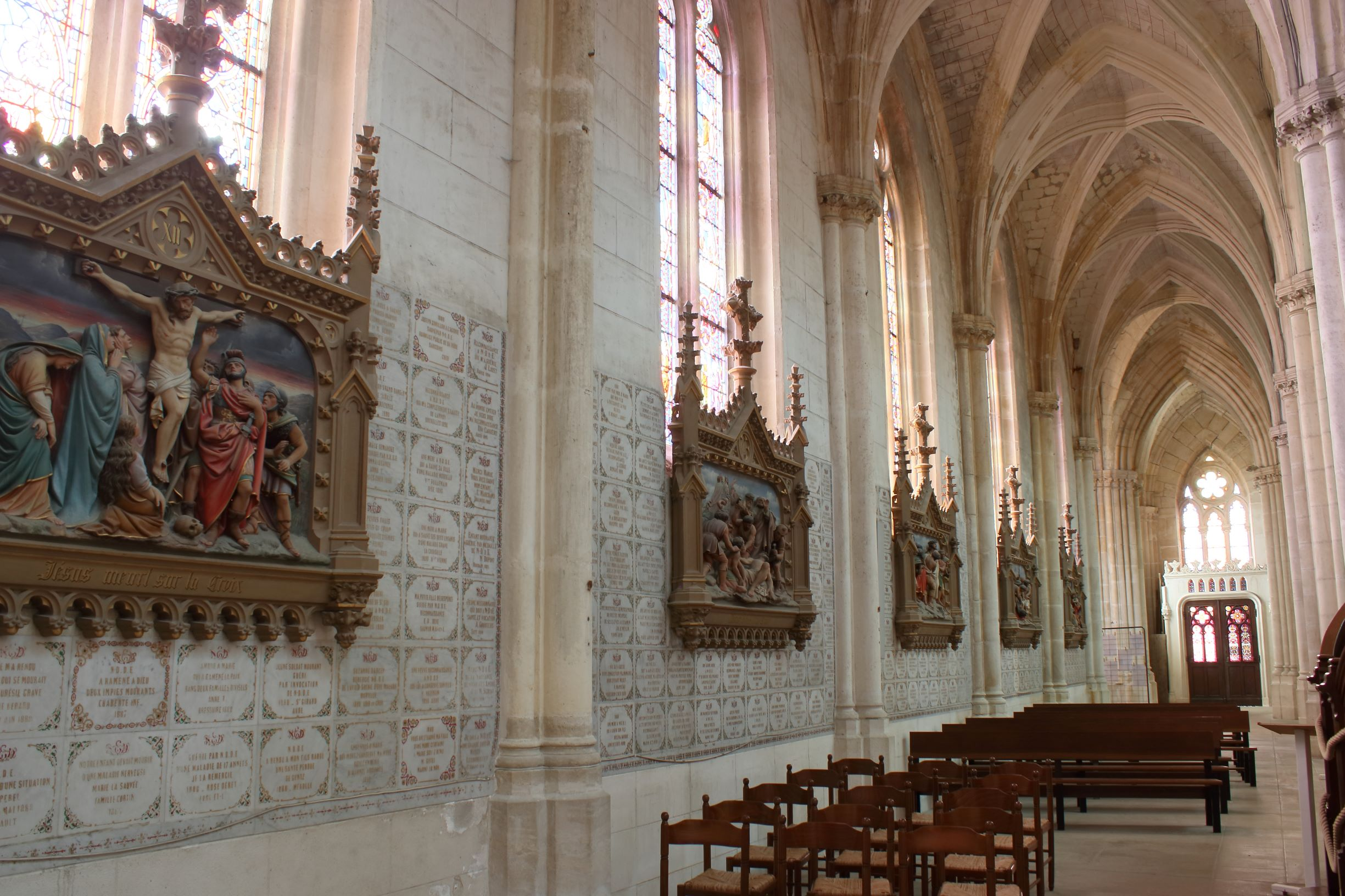
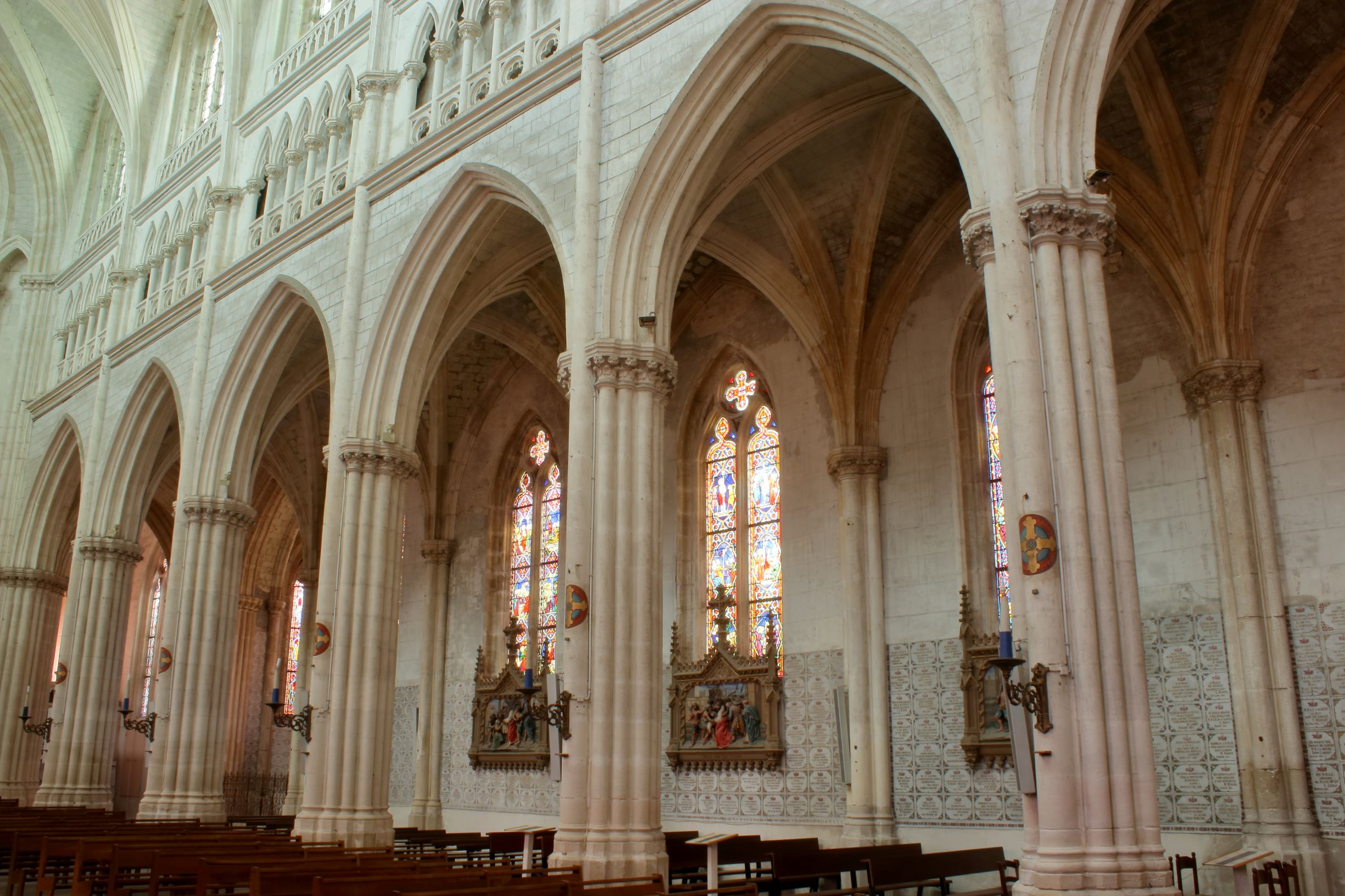
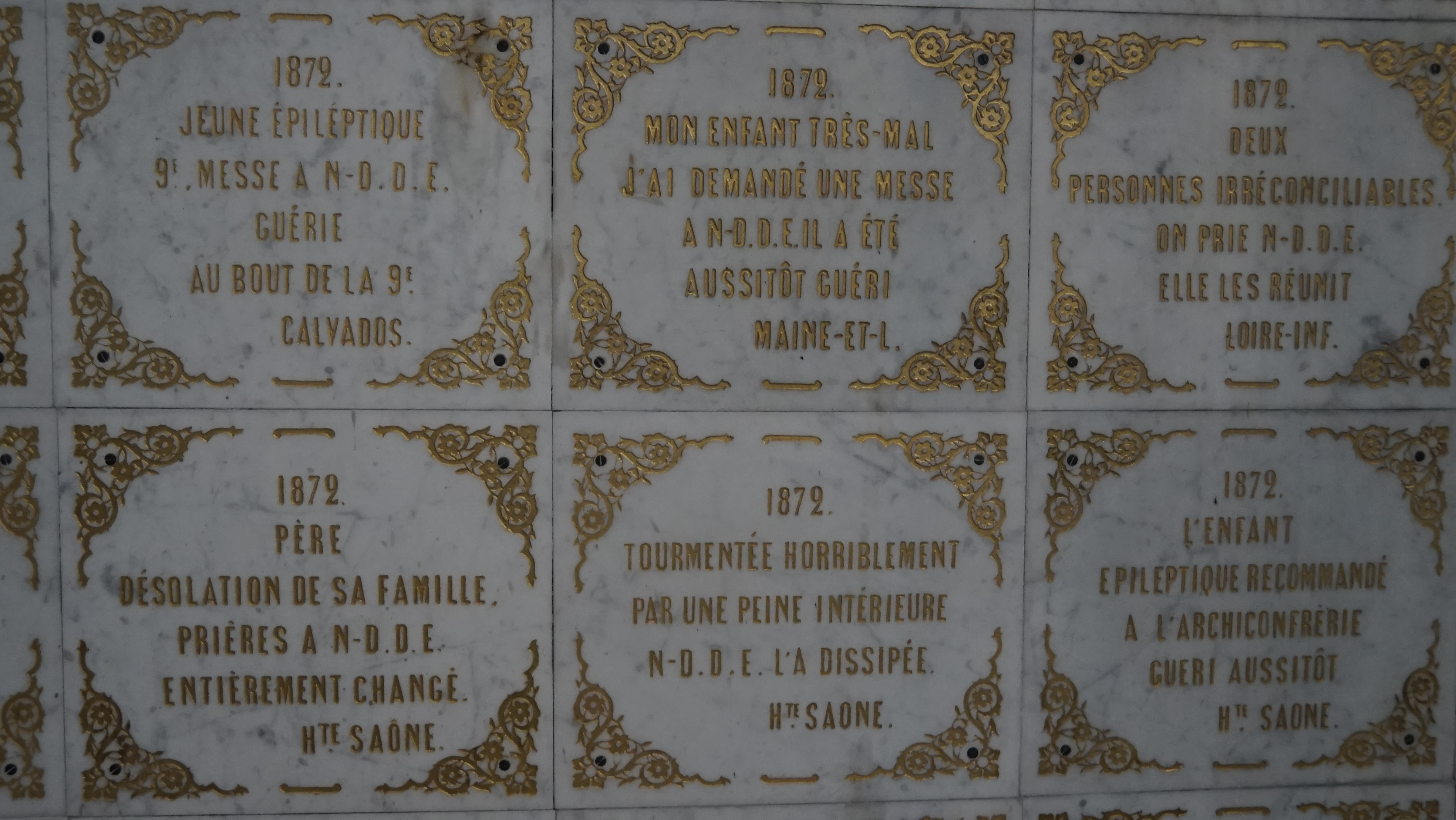

## Peregrinación a Nuestra Señora de los Niños
La basílica está abierta al culto católico desde 1879. La principal peregrinación, anual, tiene lugar en el mes de mayo.

## Accesibilidad
Para personas con movilidad reducida, el aparcamiento está disponible cerca del ábside. El recorrido dispone de planos inclinados para el acceso de ruedas hasta la nave.

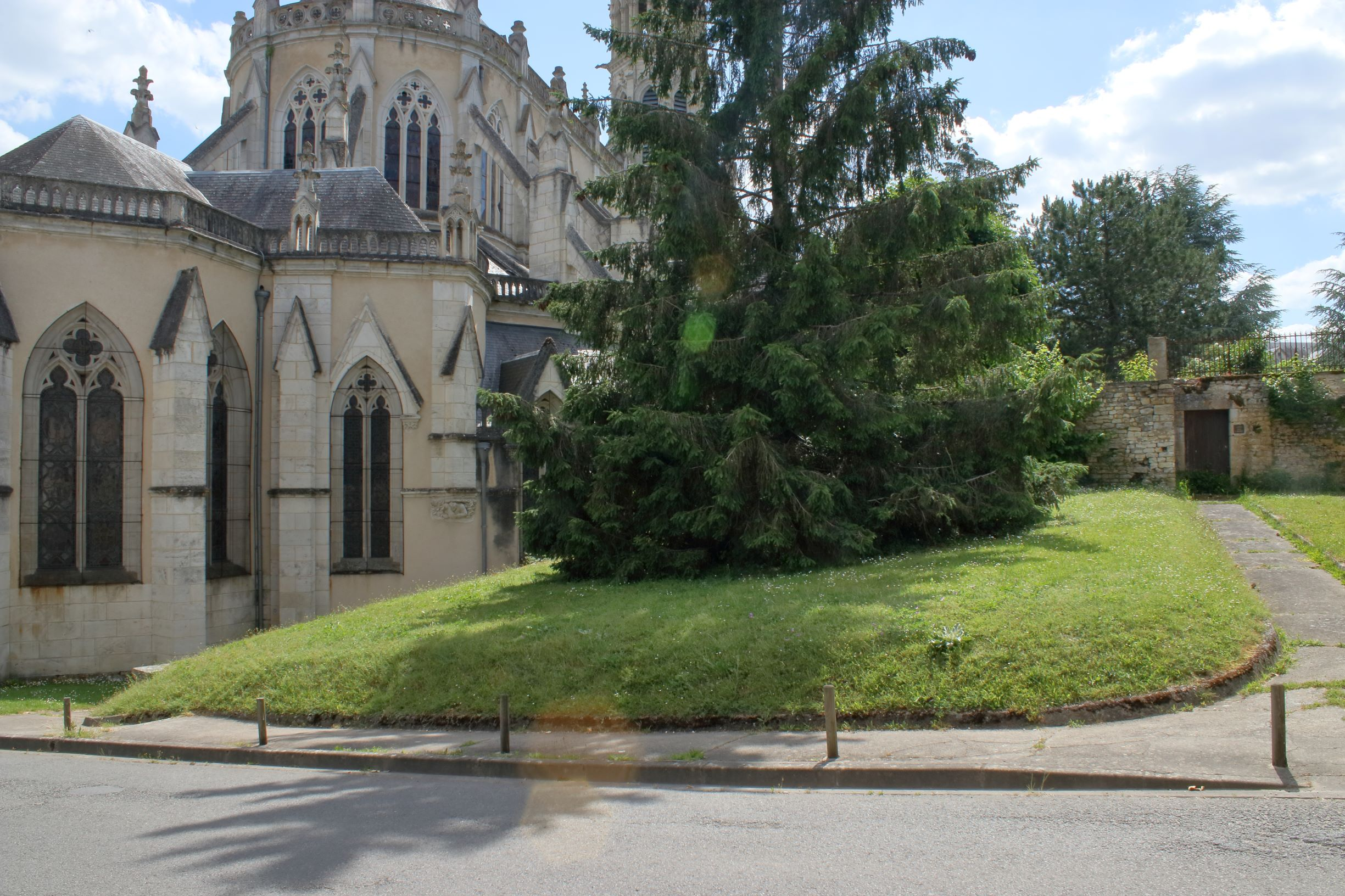
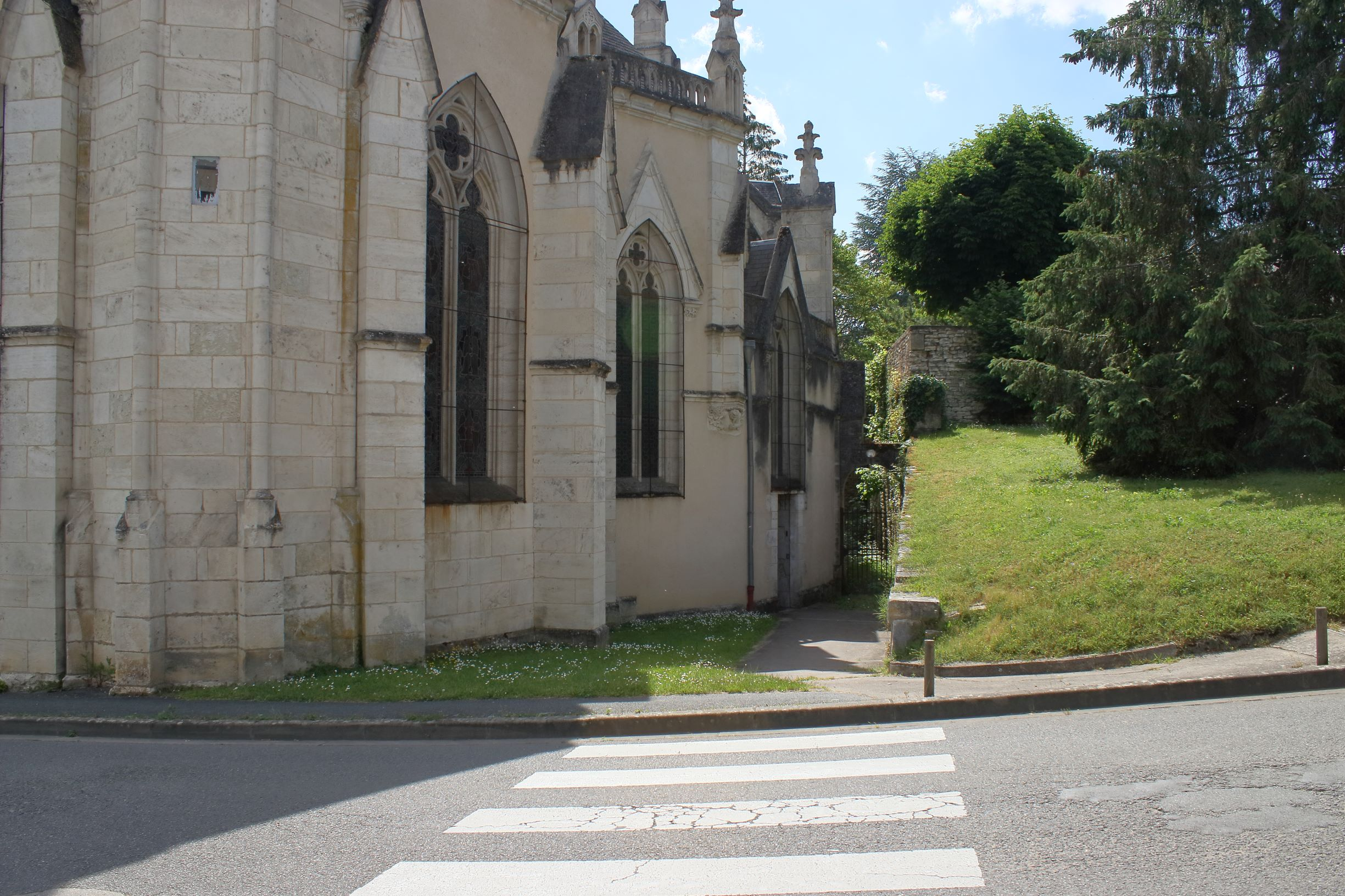
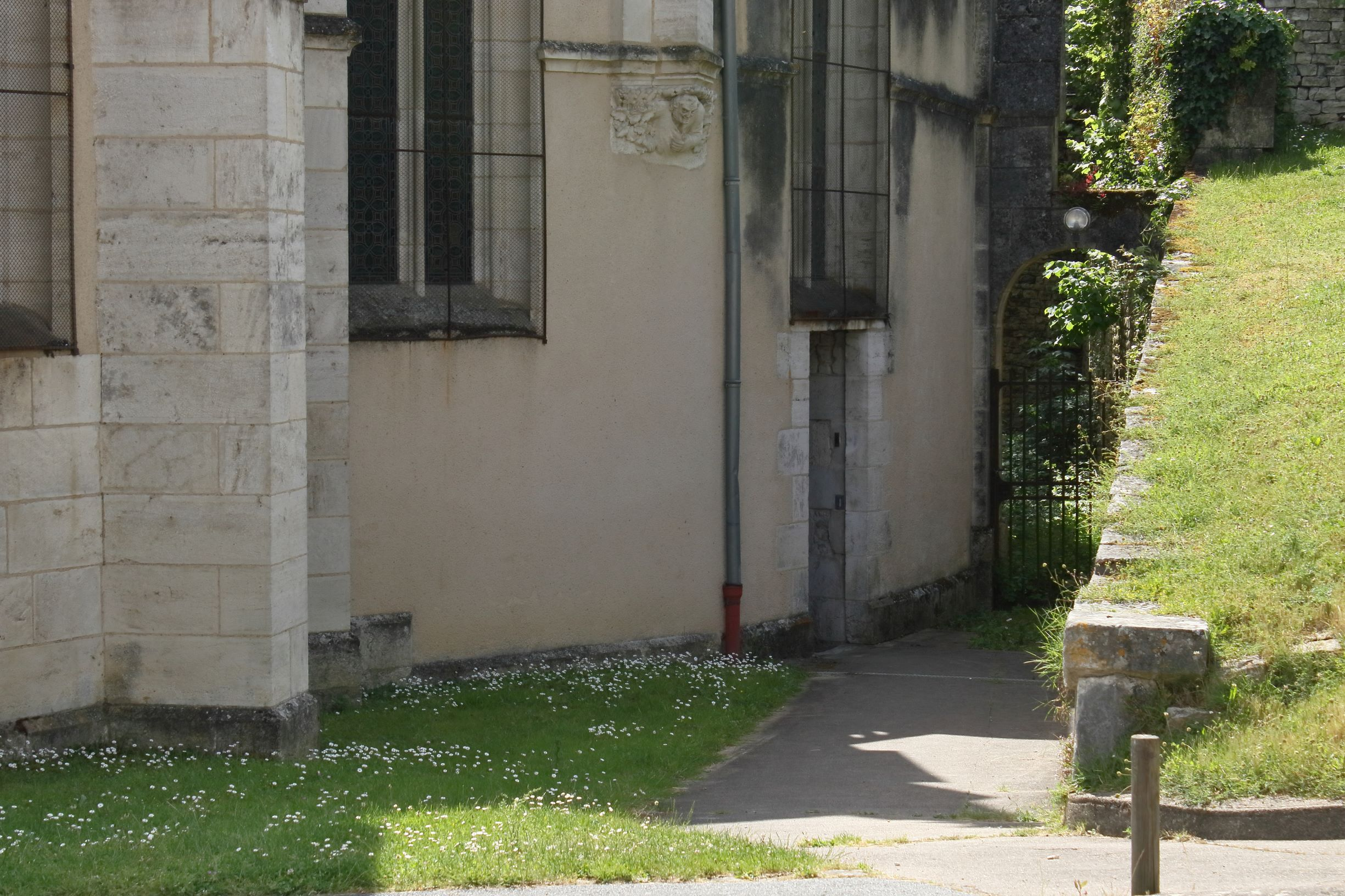